# Автомагістралі 400-ї серії
Автомагістра́лі 400-ї се́рії (англ. 400-series highways) — мережа автомагістралей у південній частині провінції Онтаріо (Канада), що є складовою провінційної системи автодоріг. Вона є аналогом системи міжштатних автомагістралей у США або автомагістралей Квебеку, але перебуває під юрисдикцією провінції Онтаріо і є об'єктом регулювання міністерства транспорту Онтаріо (MTO).
Хоча перша дорога із розділеними напрямками руху була збудована в Онтаріо ще 1939 року, так звана «серія 400» була впроваджена значно пізніше — у 1952. На початку 400-ті номери були присвоєні лише трьом уже наявним дорогам — 400, 401 та 402.
Сучасні автомагістралі 400-ї серії відповідають найвищим дорожнім стандартам, мають дозволену швидкість руху 100 км/год, засоби для зниження аварійності та систему управління рухом. Впровадження та розширення мережі 400-х доріг започаткувало численні інновації на дорогах Північної Америки. Серед них — новий тип дорожньої розв'язки у двох рівнях «Parclo A-4», бетонний розділювальний бар'єр «Джерсі». Завдяки цьому 400-ті автомагістралі мають найнижчий показник аварійності та смертності, порівнюючи з іншими дорогами Північної Америки

## Історія
На той час, коли 1952 року було найменовано першу в Онтаріо дорогу 400-ї серії,
у Південному Онтаріо вже існували кілька доріг з розділеними напрямками руху.
Тодішній міністр доріг Онтаріо Томас МакКвістен, маючи за взірець німецькі автобани, запланував мережу «подвійних доріг» у південній частині Онтаріо.
Дорога The Middle Road від Торонто до Гамільтона після реконструкції у 1934 була названа Queen Elizabeth Way (QEW) і стала першою в Канаді дорогою з розділеними напрямками руху та найдовшою у світі освітленою магістраллю.
МакКвінстен шукав також фінансові можливості для прокладання таких доріг від Торонто до Детройта та Нью-Йорку, з розв'язками у двох рівнях на головних перетинах, але Друга світова війна відсунула реалізацію цих планів на пізніше.

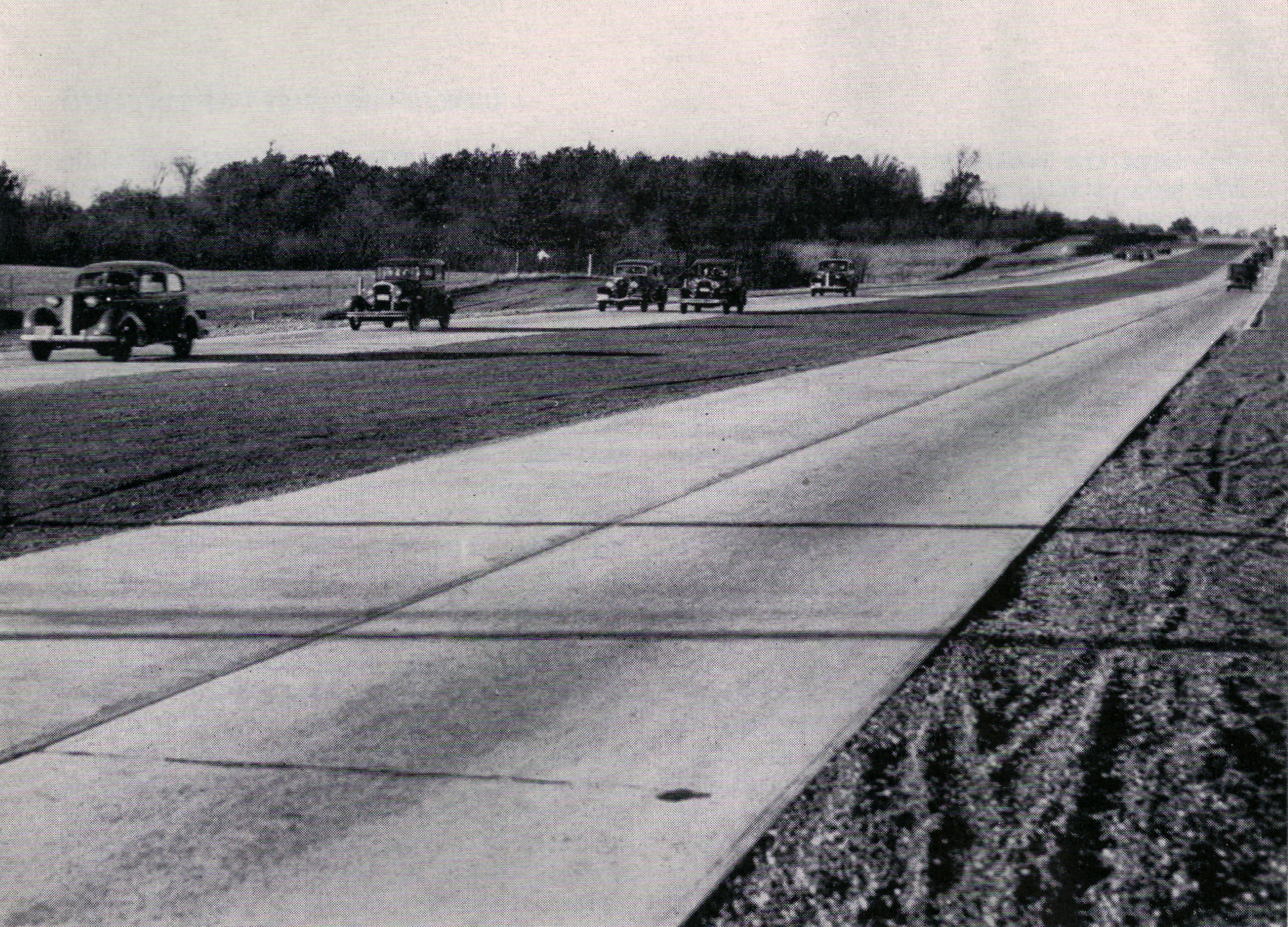
Такою була The Middle Road у 1930-х роках до перебудови у QEW

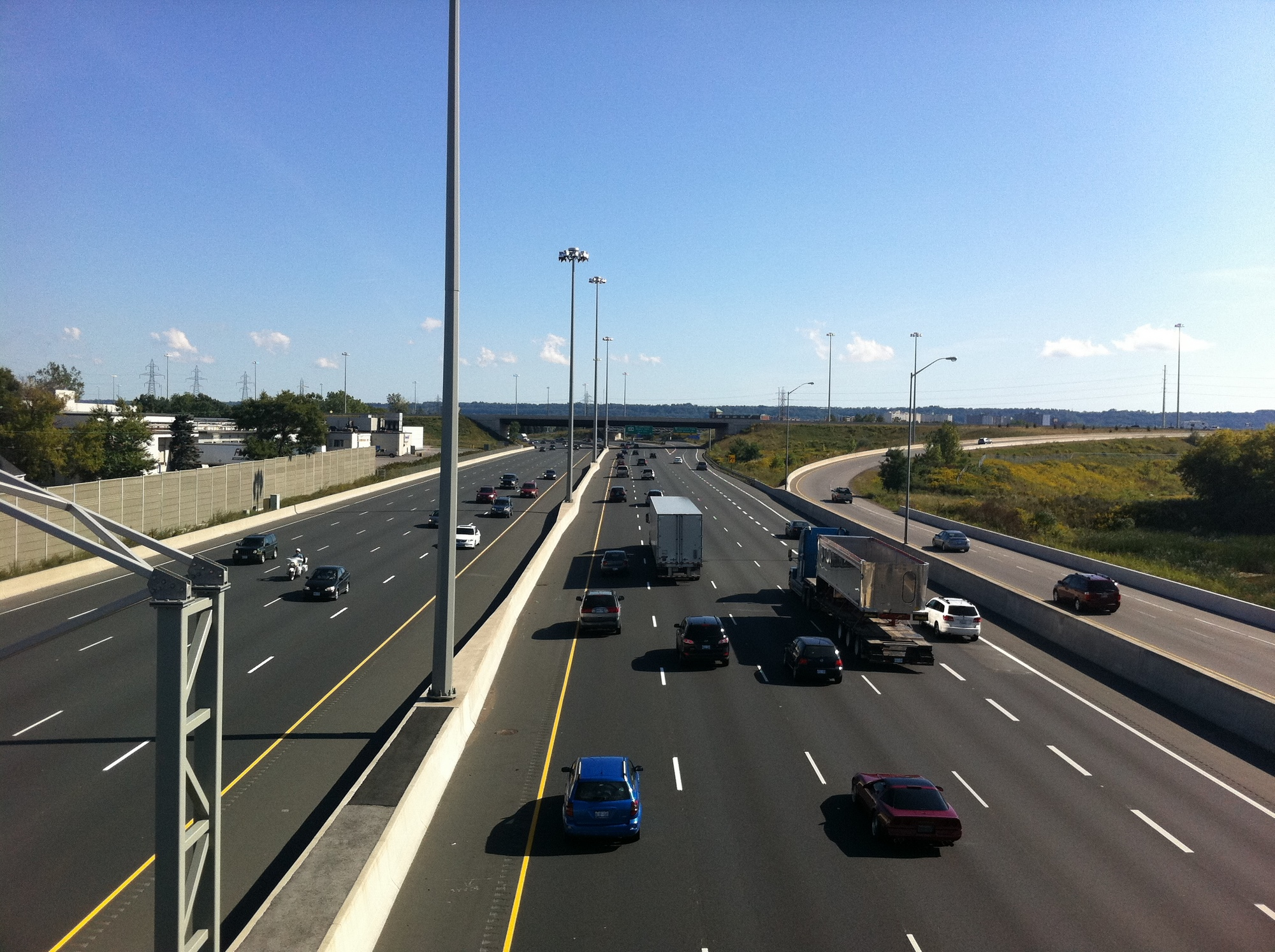
QEW сьогодні (Гамільтон)

Будівельний бум, що розпочався після війни, сприяв появі нових автомагістралей у провінції. Торонто-Беррі, Транспровінційна магістраль,
коротке продовження Highway 7 до Моста Голубої Води біля міста Сарнія,
а також продовження Highway 27 до Торонто вже були завершені, або близькі до цього на початку 1950-х років.
Прагнучи відділити дороги з контрольованим доступом від наявних доріг мережі King's Highway, МТО 1952 року створило нову категорію доріг під загальним номером 400.
У кінці цього ж року були присвоєні нові номери магістралям Highway 400, 401 i 402, правда, лише на коротких ділянках доріг:
- Highway 401 складався з окремих ділянок по всій провінції і лише 10 листопада 1964 він об'єднався в одну автомагістраль між Віндзором і Квебеком;
- Highway 400 був продовжений на північ до Колдвотер перед різдвом 1959;
- Highway 402 був продовжений до Лондона між 1972 і 1982 роками;

Ще до завершення поточних проєктів, наприкінці 1950-х років були започатковані додаткові 400-ті магістралі:
- Chedoke Expressway (Highway 403) через Гамільтон. Перша ділянка відкрита 1963 року;
- продовження Don Valley Parkway (Highway 404) на північ від тільки-но споруджуваного Toronto expressway. Перша ділянка відкрита 1977 року;
- Highway 405, що мав з'єднати з кордоном до США поблизу Сент-Кетерінс. Перша ділянка відкрита 1963 року;
- Highway 406 на південь від Сент-Кетерінс до Велланд. Перша ділянка відкрита 1965 року;
- Highway 407, що мав охоплювати півколом Велике Торонто, хоч і не був розпочатий наступні 40 років. Перша ділянка відкрита 1997 року;
- Highway 409 мав сполучити Highway 401 з міжнародним аеропортом «Торонто-Пірсон». Перша ділянка відкрита 1974 року;
- The Queensway (Highway 417) через Оттаву. Перша ділянка відкрита 1960 року.

Протягом 60-70-х років були запроєктовані і збудовані інші автомагістралі, включаючи:
- Highway 427 в Торонто;
- Highway 403 через місто Міссісога;
- Highway 410 на північ до Бремптон;
- Highway 416, що з'єднував Highway 401 і  Highway 417;
- Highway 420 поблизу Ніагара-Фоллс, що був побудований у 1941, як частина QEW.

Інші значні проєкти включали два віадуки на QEW — Берлінгтон Бей через бухту Гамільтон та Гарден Сіті через Велленд Канал, а також удосконалення Highway 401 до колекторно-експресного планування з дванадцятьма смугами руху в обох напрямках.
Автомагістраль QEW теж відносилася до 400-ї серії, але не перейменовувалася, оскільки від початку була названа на честь королеви Єлизавети — дружини короля Георга VI. Робочим номером для QEW, що використовується МТО, є Highway 451, інколи Highway 1.
На середину 1980-х мережа 400-х автомагістралей набула сучасного вигляду, не були збудовані лише теперішні Highway 407 і 416.
Натомість, на чільне місце виступили плани зі збільшення пропускної спроможності існуючих доріг. Разом з тим продовжувалося розширення магістралей Highway 400 до Перрі-Саунд, Highway 403 між Вудсток і Гамільтоном,
Highway 404 до Ньюмаркет
і Highway 427 до Вон.
Наприкінці декади розпочалося будівництво Highway 407 і Highway 416,
а Highway 410 був розширений з двох до чотирьох смуг руху.
Highway 407 і 416 були відкриті наприкінці 1990-х.
Аж до 2015 вони були найбільш досконало запроєктованими і збудованими магістралями в Онтаріо. Цього ж року до них почали приєднуватися Highway 412 і 418. Впровадження найновітніших технологій на цих автомагістралях пояснюється тим, що проїзд по них платний. Відповідно, платний сервіс повинен бути найкращим. Крім цих доріг, вже закінчені, або у стадії завершення такі проєкти:
- Highway 410 на північ від Бремптон (2009);
- Highway 400 на північ до Перрі-Саунд (2010);
- Highway 417 до Арнпрайор (2012);
- Highway 404 до Кесвік (2014);
- Highway 401 через Віндзор (2015),
- чотирисмуговий Highway 406 до Велланд (2015).

## Проєктні стандарти
Сучасні автомагістралі 400-ї серії розраховуються на проєктну швидкість 120 км/год при дозволеній 100 км/год, мають засоби для запобігання аварій і засоби для пом'якшення наслідків аварій, систему управління рухом, а також низку стандартів, які були згодом поширені на всю Північну Америку.
Найвідоміші впровадження — це бетонний розділювальний бар'єр «Джерсі» та транспортна розв'язка у двох рівнях Parclo A-4. Остання стала у 1962 стандартом для Highway 401 у межах Торонто. Інститут Інженерів Транспорту рекомендував схему цієї розв'язки для заміни всіх перехрещень типу листок конюшини по всій Північній Америці.
Автомагістралі в Онтаріо, з показником смертельних випадків 0,49 на 10 000 зареєстрованих водіїв (дані за 2016 рік), відносяться до найбезпечніших у Північній Америці.
Основним критерієм для спорудження або розширення автомагістралі 400-ї серії є добова інтенсивність руху, яка має бути не меншою за 10 000 автомобілів за добу. До уваги може братися і перспективна інтенсивність руху з урахуванням розвитку району. Іншим чинником може бути прагнення стимулювати економічний розвиток віддалених регіонів (наприклад, продовження Highway 400 до Північного Онтаріо).
MTO планує і фінансує спорудження та утримання мережі доріг  King's Highway, частиною якої є автомагістралі 400-ї серії.
Наразі дана мережа простягається на 1957.4 км. Highway 401 є найдовшою (828.0 км), найширшою (18 смуг руху в обох напрямках) і найзавантаженішою (416 500 ам./добу) автомагістраллю в Канаді.
Навпаки, Highway 400A є найкоротшою – лише 1,1 км.
Будівництво сучасних автомагістралей недешеве. Наприклад, продовження Highwya 427 на 10,6 км на північ оцінюється у 616 млн доларів, тобто 58 млн доларів за кілометр.

## Смуги HOV

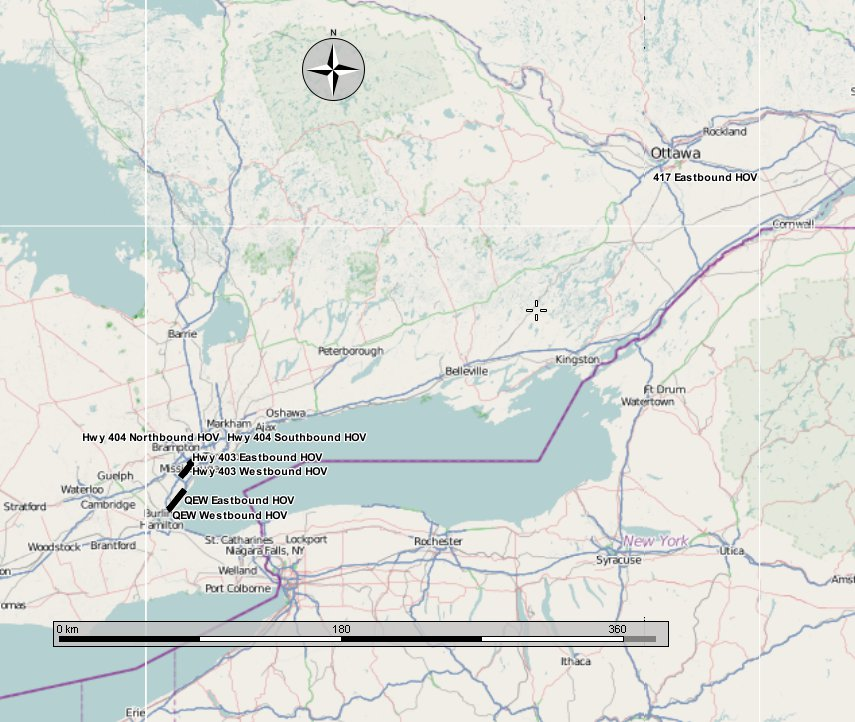
Смуги HOV на карті Онтаріо (Березень 2013)

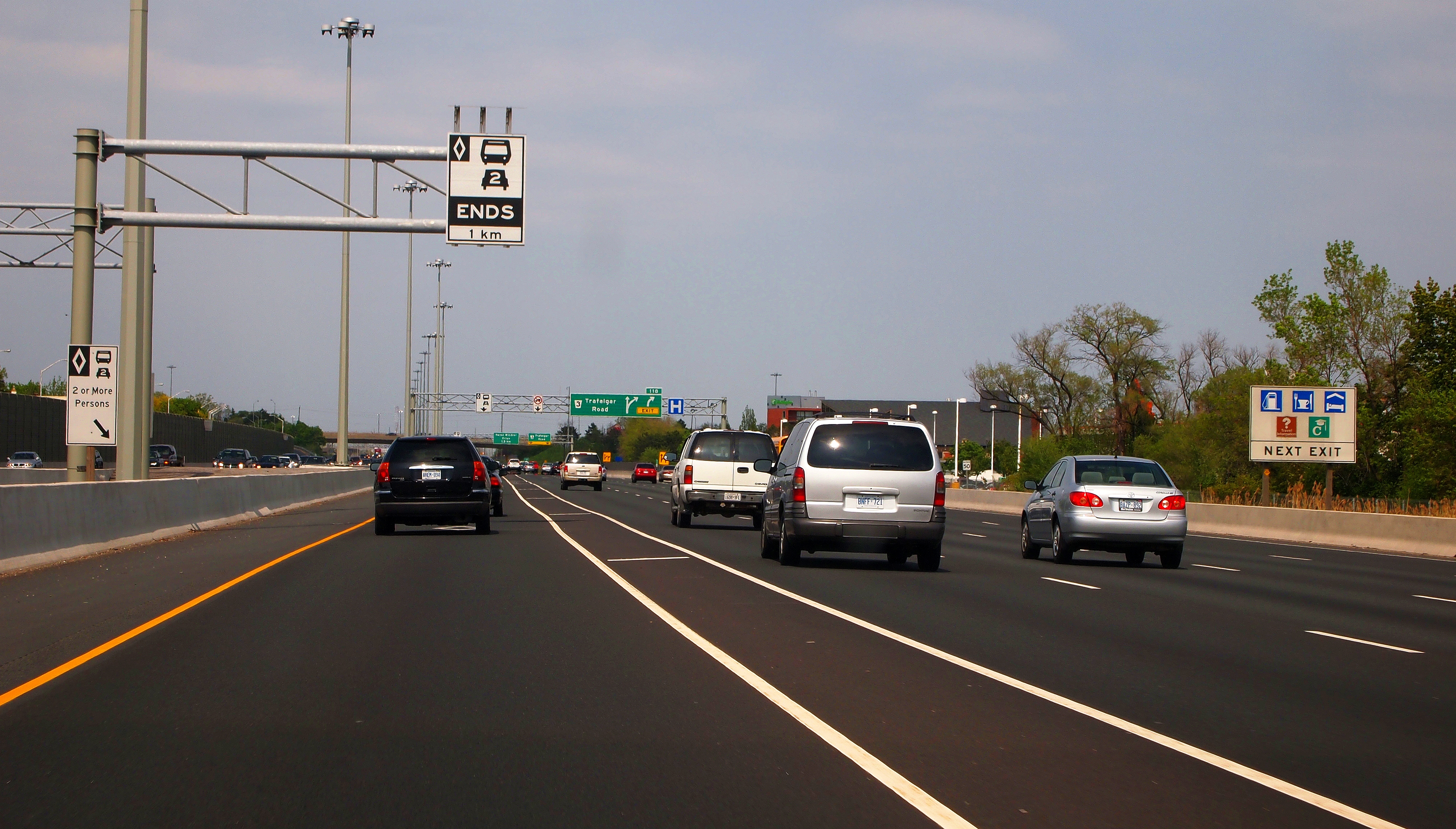
Дорожній знак над HOV.
Символи на знаку означають: (1) смуга для спеціального транспорту, (2) лише для автобусів і (3) для легкових автомобілів з принаймні двома особами, (4) смуга закінчується через 1 км.

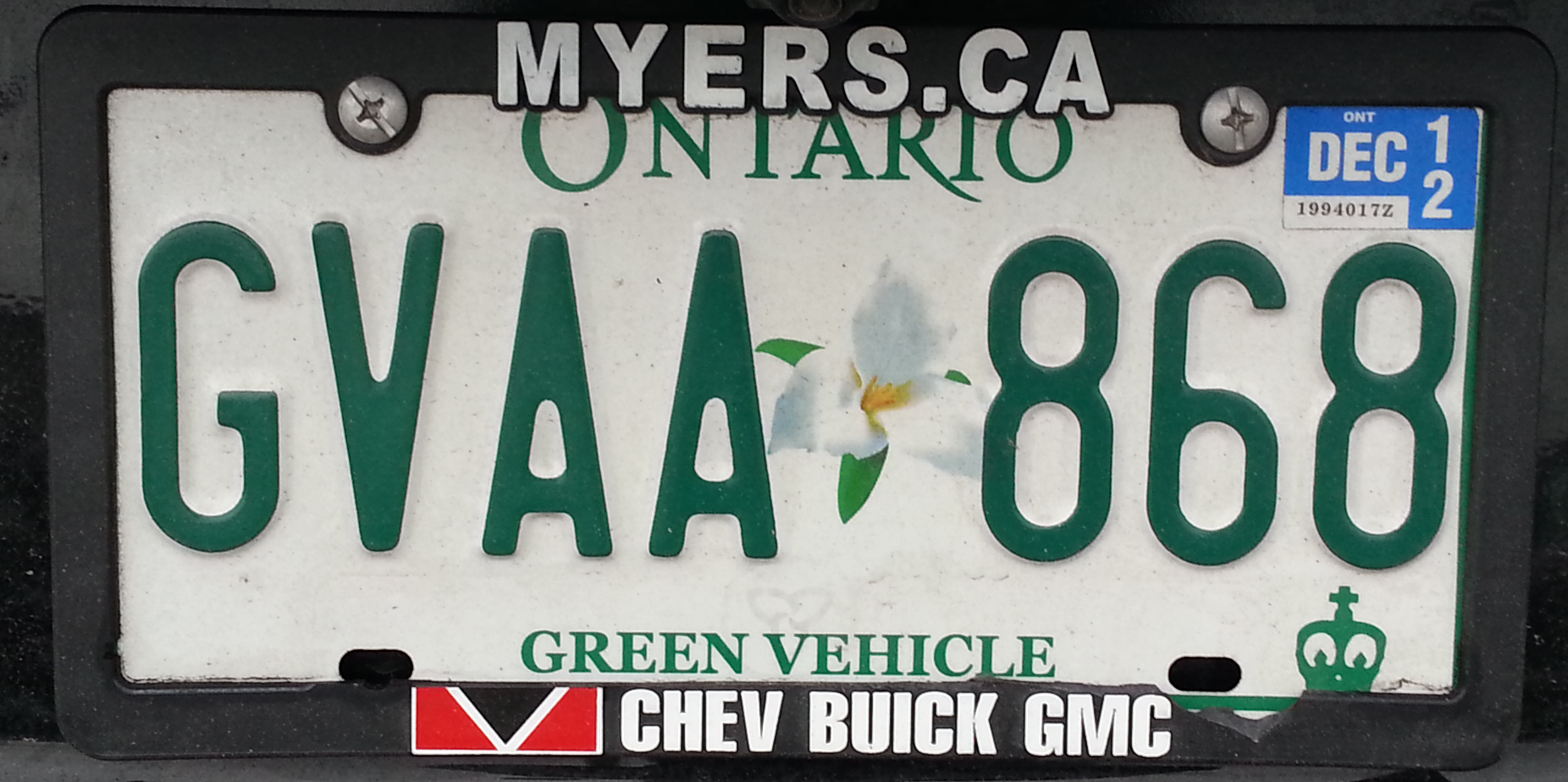
«Зелені» номерні знаки, що дозволяють користуватися HOV.
Синя етикетка праворуч вгорі означає, що за цей транспортний засіб заплачено транспортний податок до грудня 2012 р.

Смуги HOV (англ. High-occupancy vehicle lane — HOV lane та англ. High occupancy/toll — HOT lane) — окремі смуги на проїзній частині (зазвичай, крайні ліві), які відділені спеціальним маркуванням від інших смуг у цьому ж напрямку, і призначені лише для автобусів та автомобілів, в яких є не менше 2 (або 3) особи, включаючи водія. Якщо по цій смузі допускається платний проїзд автомобілів лише з одним водієм, то їх називають HOT (в українській технічній термінології цей термін ще не стандартизовано). Цю смугу можуть також займати автомобілі із зеленими номерними знаками незалежно від кількості людей в них. Такі знаки видаються електричним або гібридним автомобілям.
Міністерство транспорту Онтаріо ще у 2001 замовило компанії McCormick Rankin розробку пілотного проєкту смуг HOV для наявних 400-х автомагістралей. У грудні 2005 було споруджено три тестові ділянки: південна смуга Highway 404 між Highway 7 і Highway 401, разом з окремою підмостовою Пн-Зх рампою для HOV, і Highway 403 в обох напрямках між Highway 407 і Highway 401 в місті Міссісога.
Відтоді вже кілька HOV було виділено на різних 400-х магістралях навколо Золотої підкови та Національного столичного регіону. У травні 2007 МТО ініціювало багатомільярдний проєкт створення широкої мережі смуг HOV в межах Золотої підкови.
Невдовзі третя пара HOV була відкрита на QEW/403 через Оквілл, і четверта HOV на східному напрямку Highway 417 між  Eagleson Road в Оттаві і Moodie Drive. Останній приклад є швидше тестовим проєктом, зважаючи на невелику довжину 417-ї HOV — лише 4 км.
До 2031 заплановано спорудити понад 450 км HOV — продовжуючи існуючі смуги і створюючи нові на інших автомагістралях.
МТО наголошує, що HOV будуть відкриватися лише на нових або реконструйованих дорогах, і що смуги загального користування не будуть переводитися у HOV. Головна мета проєкту — збільшити ефективність, зменшити затори, зберегти енергію і захистити довкілля. Урядом Онтаріо стверджується, що на одній смузі HOV переміщується стільки ж людей, як і на чотирьох смугах загального користування.
Під час Панамериканських ігор 2015 року і Парапамериканських ігор 2015 року, що проводилися у Торонто, на кількох HOV була підвищена вимога до наявності 3-х осіб в машині і навіть на деяких автомагістралях загальні смуги руху були тимчасово (з 29 червня по 18 серпня 2015) переведені у категорію HOV, щоб підвищити пропускну спроможність доріг.

## Інженерне облаштування автомагістралей
Низка конструктивних, нормативних та інформаційно-регулювальних заходів робить автомагістралі 400-ї серії найбільш безпечними серед подібних доріг.

### Обслуговування дорожнього руху

#### Телефонно-інформаційна довідка
МТО підтримує довідкову службу про ситуацію на дорогах і зокрема на автомагістралях — закриті дороги або дороги в стадії ремонту, стан доріг взимку чи погану погоду. Доступ до інформації — за телефонним номером 511 або через інтернет.
Телефонна довідка має систему розпізнавання мовлення, тому інформацію можна отримати, не порушуючи закон про заборону користування телефоном під час руху.
Окрім того, через інтернет можна отримати інформацію про те, наскільки заповнені дороги транспортом, розміщення зупинок, станцій сервісу, АЗС, провінційних парків тощо.

#### Змінні світлові інформаційні панелі

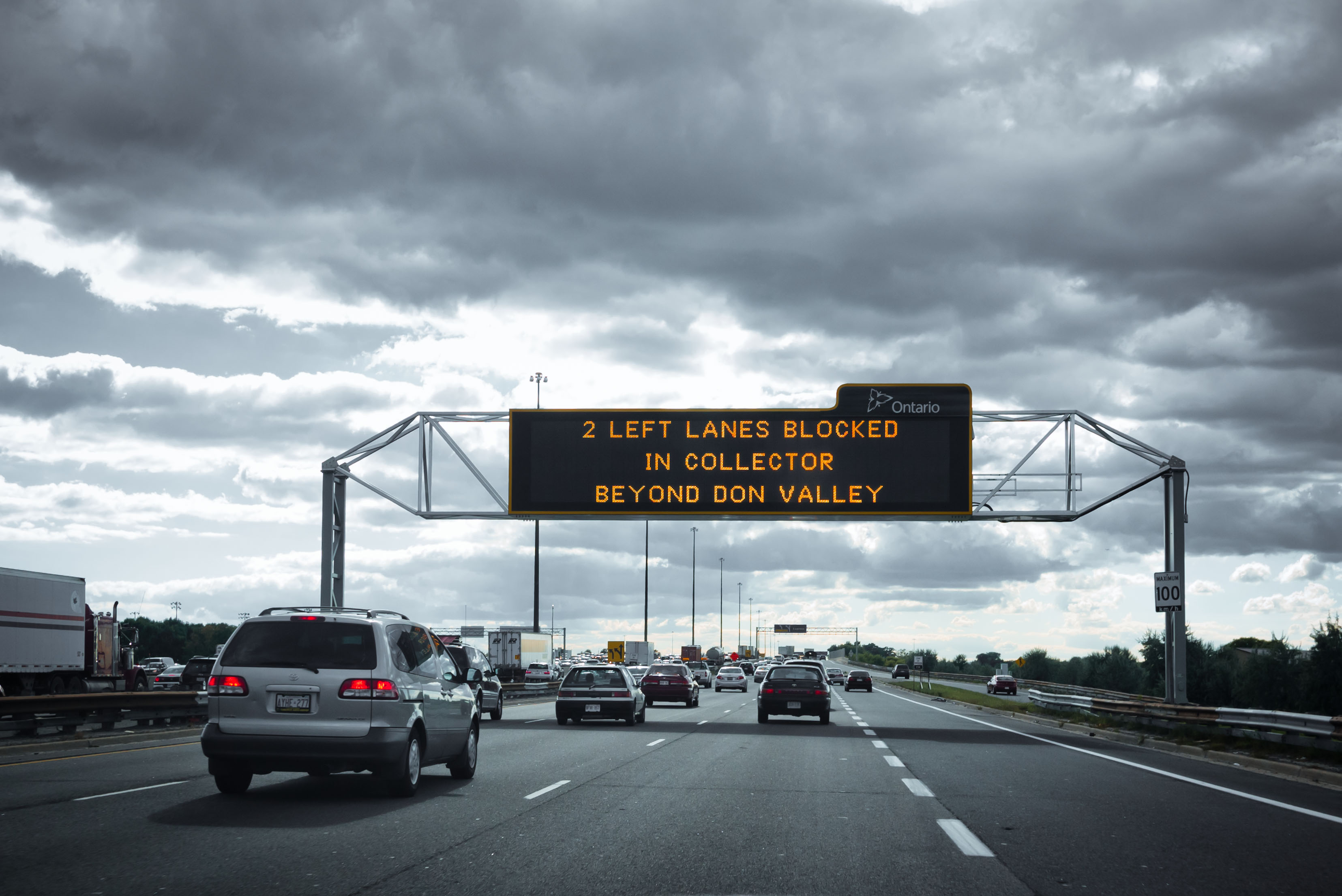
Змінна світлова інформаційна панель (HWY 401)

Змінні світлові інформаційні панелі (англ. Changeable Message Signs) — електронні панелі, розміщені на фермах поперек автомагістралі, що відображають текстову та символьну інформацію, яка вводиться оператором з центру спостереження за рухом.
Зазвичай це попередження про ситуацію на дорозі на наступних 5–10 км (заблоковані смуги, ремонтні роботи, аварії). Інформація головним чином призначена для того, щоб водії могли вибрати альтернативні маршрути. Типова конструкція ЗСІП має розміри 13х3 м і важить близько 3 тонни. Центральна частина панелі відображає три рядки тексту по 25 символів. Бокові частини, окрім того, можуть відображати графічні символи. У панелях використовують потужні світлодіоди.
Час від часу панелі висвітлюють поради водіям на кшталт «Не забувай ремені безпеки», «Не користуйся телефоном під час їзди», «Дотримуйся безпечної дистанції» тощо.
МТО розпочало впровадження нових типів панелей — Variable Message Signs. Вони будуть кольорові, одночасно двомовні (англійська і французька), графічна частина в них значно замінить текстову.
Починаючи з 2003 інформаційні панелі використовуються також у системі оповіщення про викрадення дітей. Зазвичай на табло висвітлюється опис підозрюваного автомобіля, або вказується радіостанція, що передає важливу інформацію про викрадення.

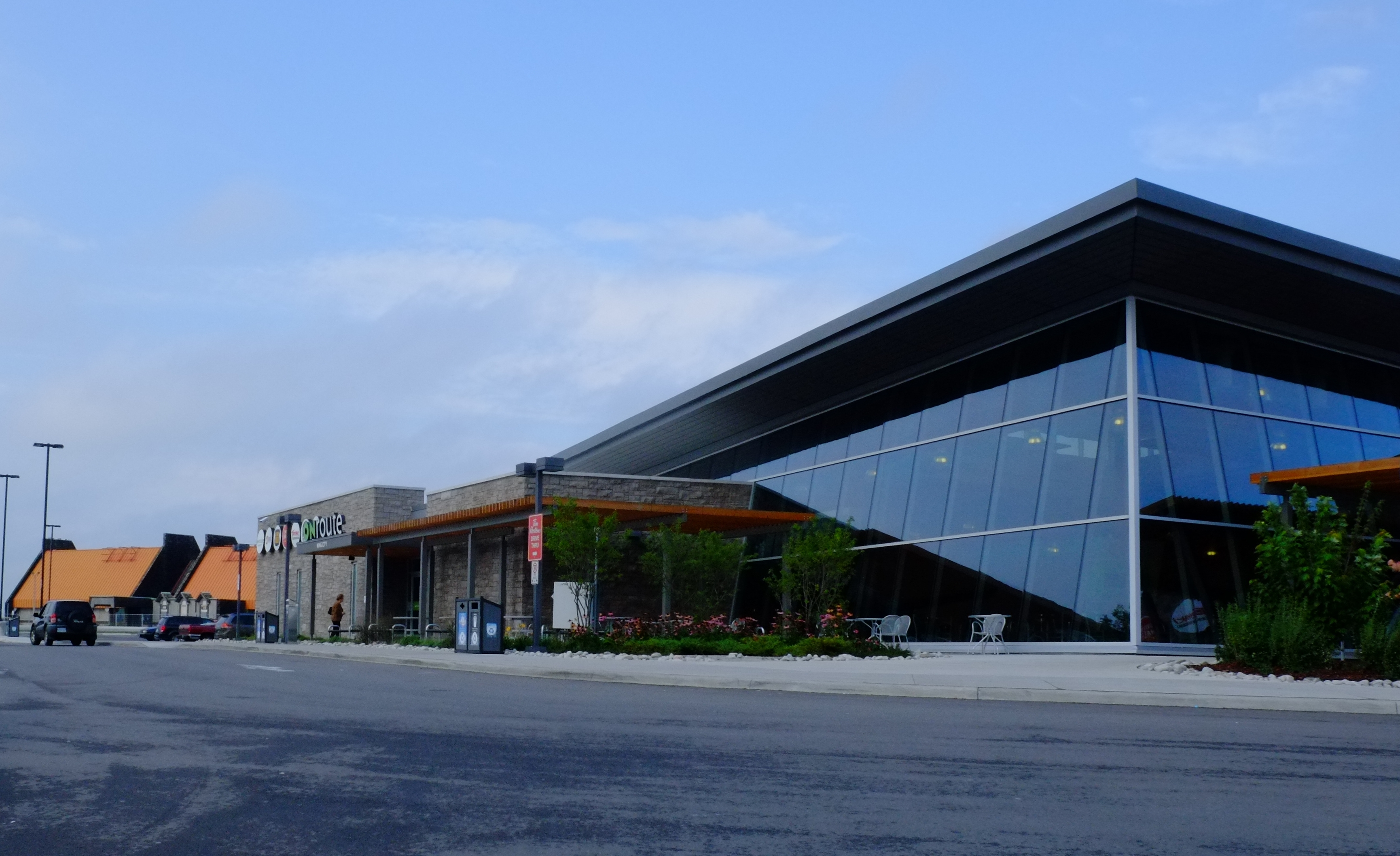
Сервісний центр на магістралі Highway 400 поблизу Вон

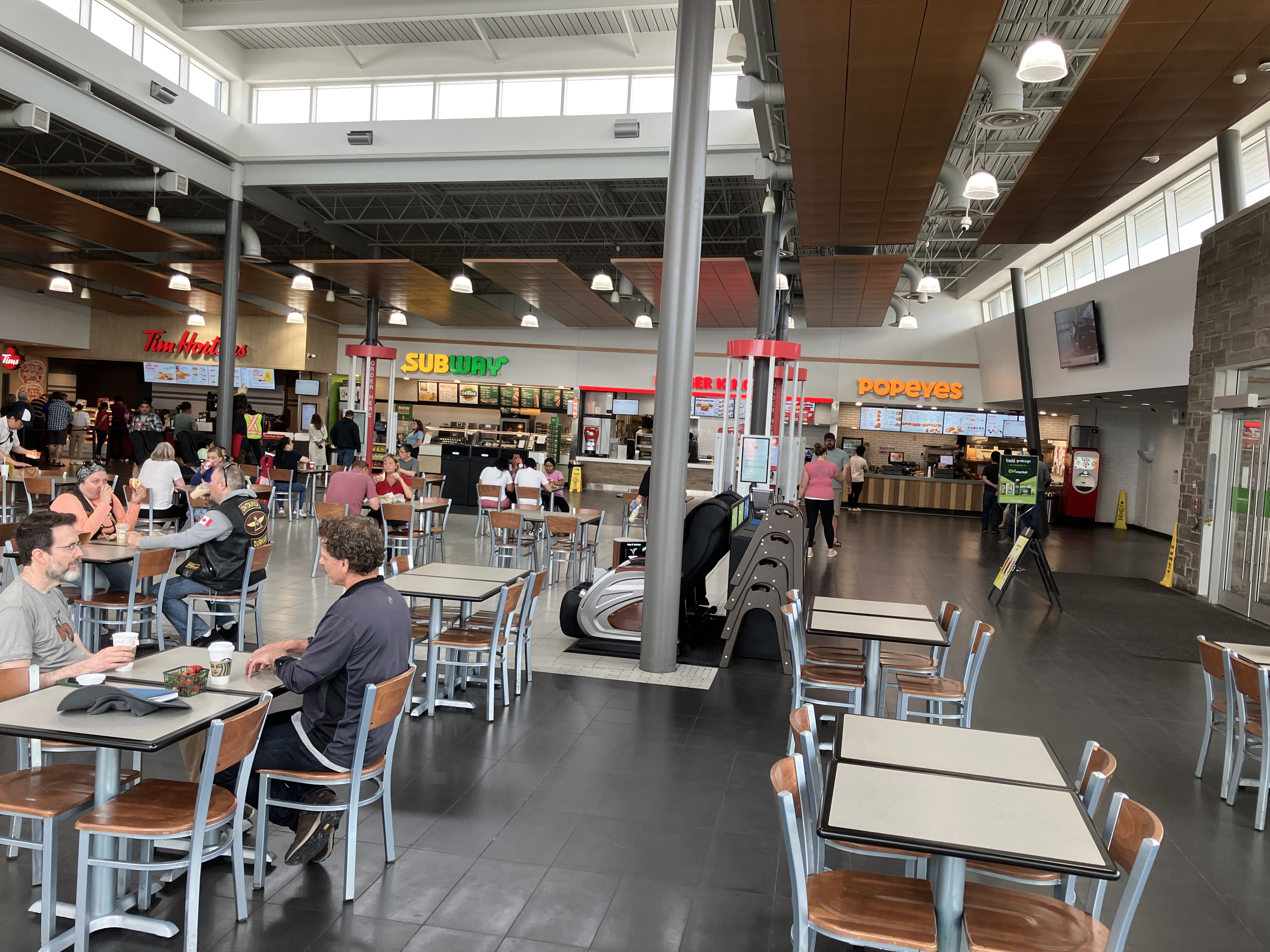
Всередині сервісного центру на магістралі Highway 401 поблизу Кембридж

#### Сервісні центри
Уздовж Highway 400 та Highway 401 розміщується 23 сервісні центри, 20 з них повністю модернізовані. Віддаль між ними — 60-70 км. Вони обладнані безплатними туалетами, заправками, магазинами з товарами першої необхідності, ресторанами швидкого харчування, що працюють цілодобово, банкоматами, безплатним інтернетом, місцями для пікніків чи обідів на відкритому повітрі.

#### Станції інспекції вантажних автомобілів

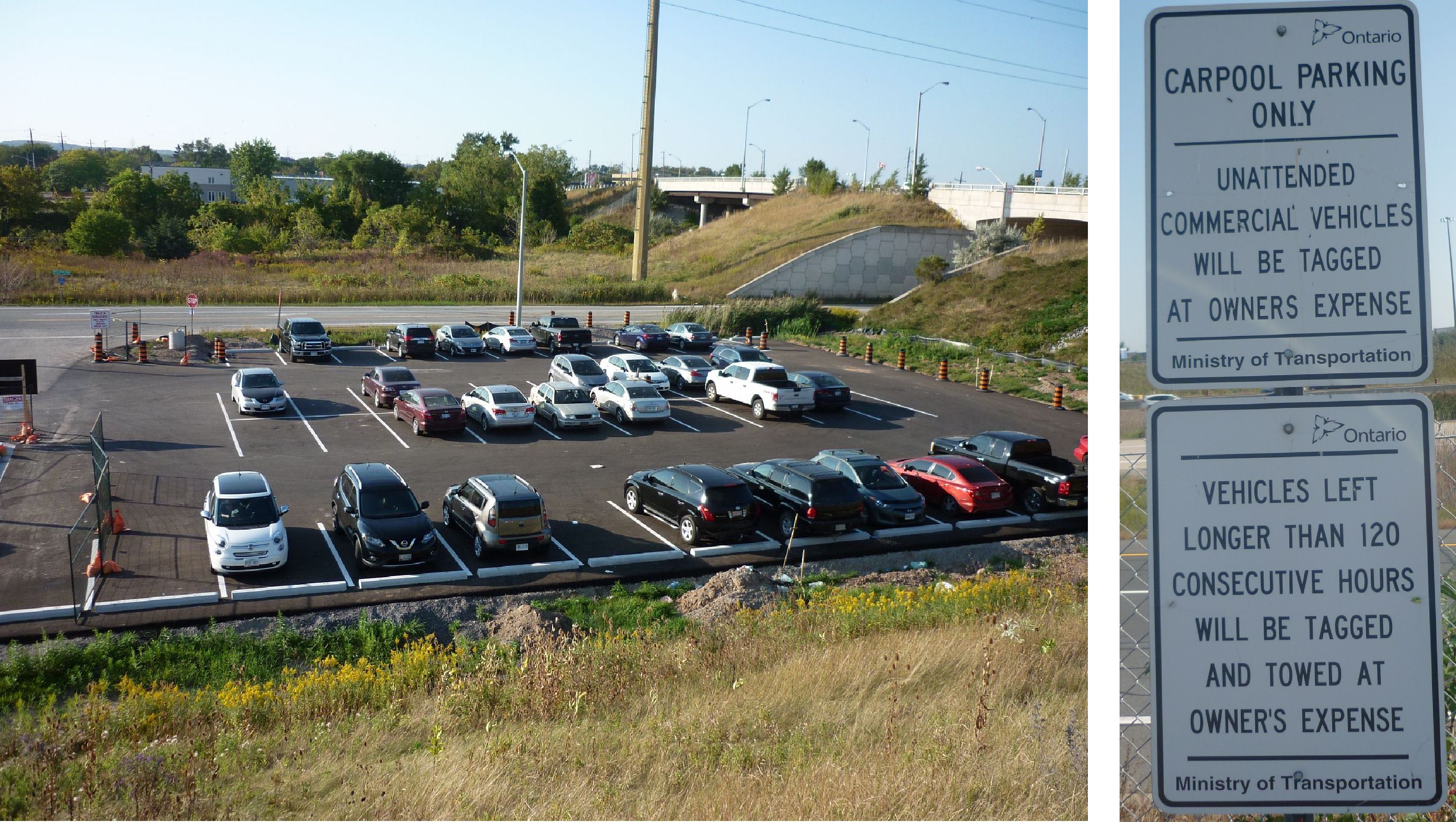
Паркувальний майданчик біля розв'язки QEW і Guelph Line (Берлінгтон)

МТО контролює стан вантажних автомобілів, що рухаються 400-ми автомагістралями. Це особливо актуально для Highway 401 та QEW які є основним транспортним коридором між США та Канадою. Для цього споруджено десятки станцій для інспектування вантажних автомобілів та автопоїздів. На них перевіряють вагу транспортного засобу, його габаритні розміри, віддалі між осями.
Крім того, інколи перевіряють стан гальмівної системи, прилади освітлення, зчеплення трейлерів, і майже завжди — журнал обліку робочого часу водія. Норми вимагають від водія робити восьмигодинну перерву після кожних 14  годин за кермом. Штрафи за порушення високі і можуть сягати 20 тис. доларів за несправний автомобіль, а за перепрацьовані години — від 250 доларів до 20 тисяч.
Завдяки таким суворим вимогам, протягом останніх 20 років на 400-х автомагістралях при збільшенні кількості важких автомобілів на 64 % смертність від аварій з їх участю зменшилася на 39 %.

#### Паркувальні майданчики
MTO пропонує водіям десятки паркувальних майданчиків поблизу 400-х автомагістралей. Вони розраховані на 50-200 автомобілів, з окремо позначеними місцями для водіїв з обмеженими можливостями. Розміщені біля зовнішніх рамп транспортних розв'язок у двох рівнях, що дозволяє в'їжджати і виїжджати зі всіх напрямків руху. Водії, які добираються до Торонто чи інших міст на роботу чи в інших справах, можуть зустрітися і пересісти в одну машину. Цим економиться пальне, економляться витрати на паркування у місті, зменшується транспортне навантаження у самому Торонто, а також покращується екологічна обстановка. Крім того, при двох і більше особах в одній машині можна займати смугу HOV. Паркування безплатне і не обмежене у часі, втім деякі майданчики мають ліміт у 120 безперервних годин — якраз на робочий тиждень. Площадки асфальтовані і розмічені маркуванням, вони не охороняються, але добре освітлені. Паркування вантажних автомобілів на них заборонене. Пропонується спеціальний сайт Smart Commute для знаходження попутника, з ким можна розділити витрати на пальне і паркування у місті.

#### Телефони виклику допомоги
У 70-80-ті роки минулого століття було популярним встановлення вздовж автомагістралей телефонів прямого виклику допомоги (англ. call boxes). Вони існували двох видів. У першому в коробці було кілька кнопок для прямого зв'язку з поліцією, швидкою допомогою, пожежною службою чи службою технічної допомоги. В іншому виді була лише кнопка зв'язку з оператором, який перенаправляв виклик далі. Останні подібні телефони були встановлені на початку 2000-х на віадуку через канал Велланд. Утримання такої системи зв'язку було вельми витратним, додавалися проблеми з нецільовим використанням телефонів, коли жителі з навколишніх поселень підходили до дороги щоб спробувати подзвонити, а також часті випадки вандалізму. Швидке поширення мережі стільникового зв'язку в останні роки зробило подібну систему анахронічною. Наразі всі телефонні стовпчики вздовж автомагістралей Онтаріо демонтовані.

### Автоматизовані системи керування дорожнім рухом

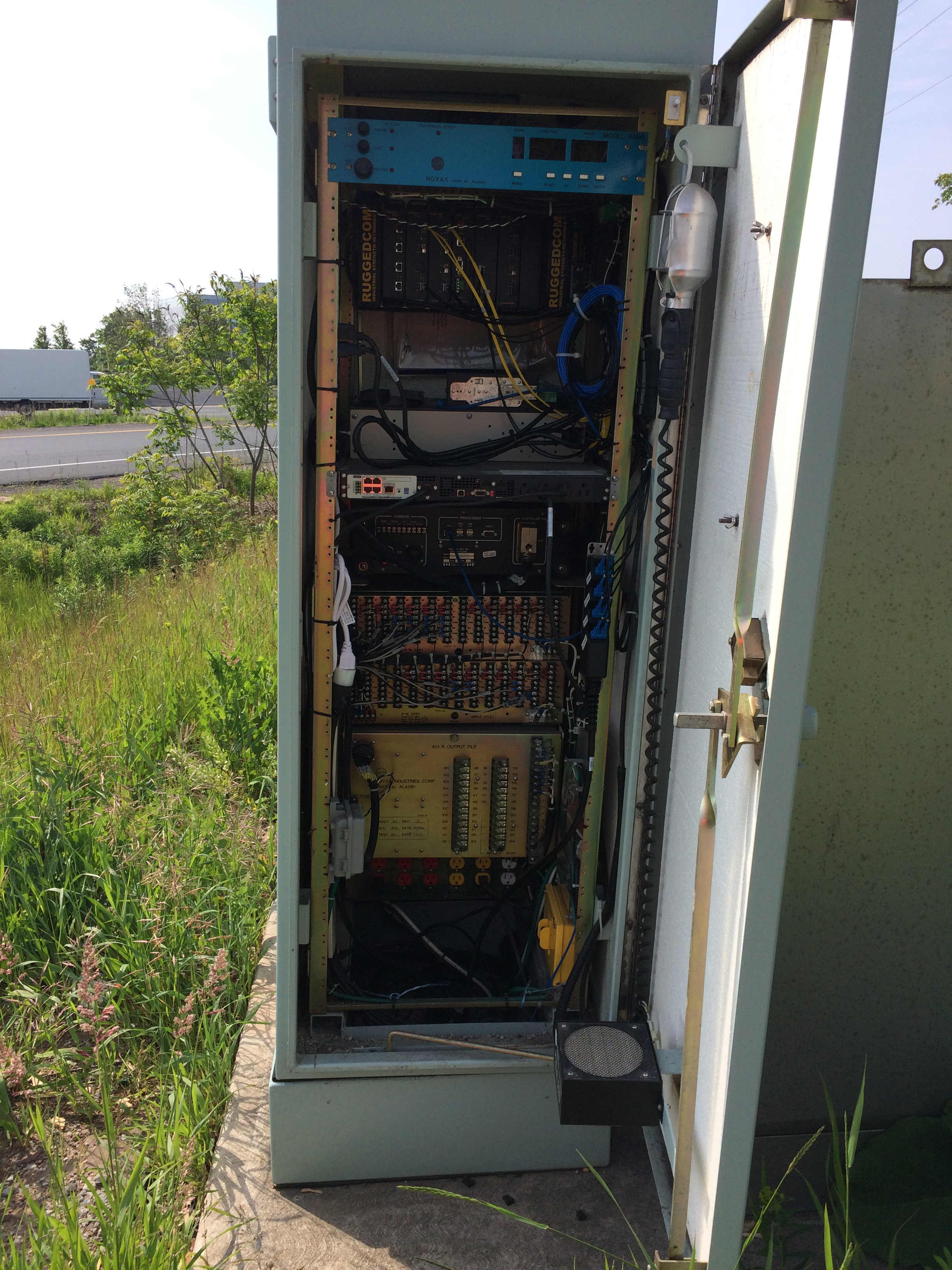
Дорожній блок ATMS

Канада і зокрема її провінція Онтаріо є світовими лідерами у впровадженні автоматизованої системи керування дорожнім рухом на дорогах (англ. advanced traffic management system — ATMS). Перша у світі комп'ютеризована система COMPASS була випробувана ще у 1959, коли тільки починала засновуватися мережа автомагістралей. У 1975 вона вже працювала на QEW. Сьогодні понад 200 км 400-х автомагістралей контролюють з допомогою ATMS. Первинними елементами цієї системи є численні давачі, що реєструють інтенсивність руху на магістралях, та відеоконтроль. Основне призначення системи — забезпечення високої пропускної спроможності дороги. Це досягається різними шляхами. Наприклад, регулювання в'їзду на автомагістраль. У часи найбільшого навантаження доступ з рампи на магістраль регулюють рамповим лічильником, який через декілька секунд змінює світло з червоного на зелене (жовтий сигнал там може бути відсутній). Наприклад, 2 секунди зеленого світла і 5 секунд червоного. Це дозволяє згладити піковий транспортний потік. У години пік можуть повністю перекриватися окремі в'їзні рампи.
Інший ефект системи — швидке реагування на аварії і неминучі затори, пов'язані з ними. Дрібна аварія з пом'ятими бамперами блокує одну смугу руху на 1–2 години. Крім того, водії на інших смугах руху значно зменшують швидкість руху — з огляду на безпеку і просто з цікавості — «що трапилося?». Серйозніші аварії можуть заблокувати кілька смуг на кілька годин, що створює багатокілометрові затори на автомагістралях.
Інші технічні засоби ATMS відслідковують погодні умови, наприклад ожеледицю або сильний боковий вітер на віадуці у Гамільтоні, виявляють негабаритні транспортні засоби (перед в'їздом до тунелів чи під мостами), виявляють автомобілі з перевантаженими осями, вимірюють швидкість руху.

### Відеоконтроль

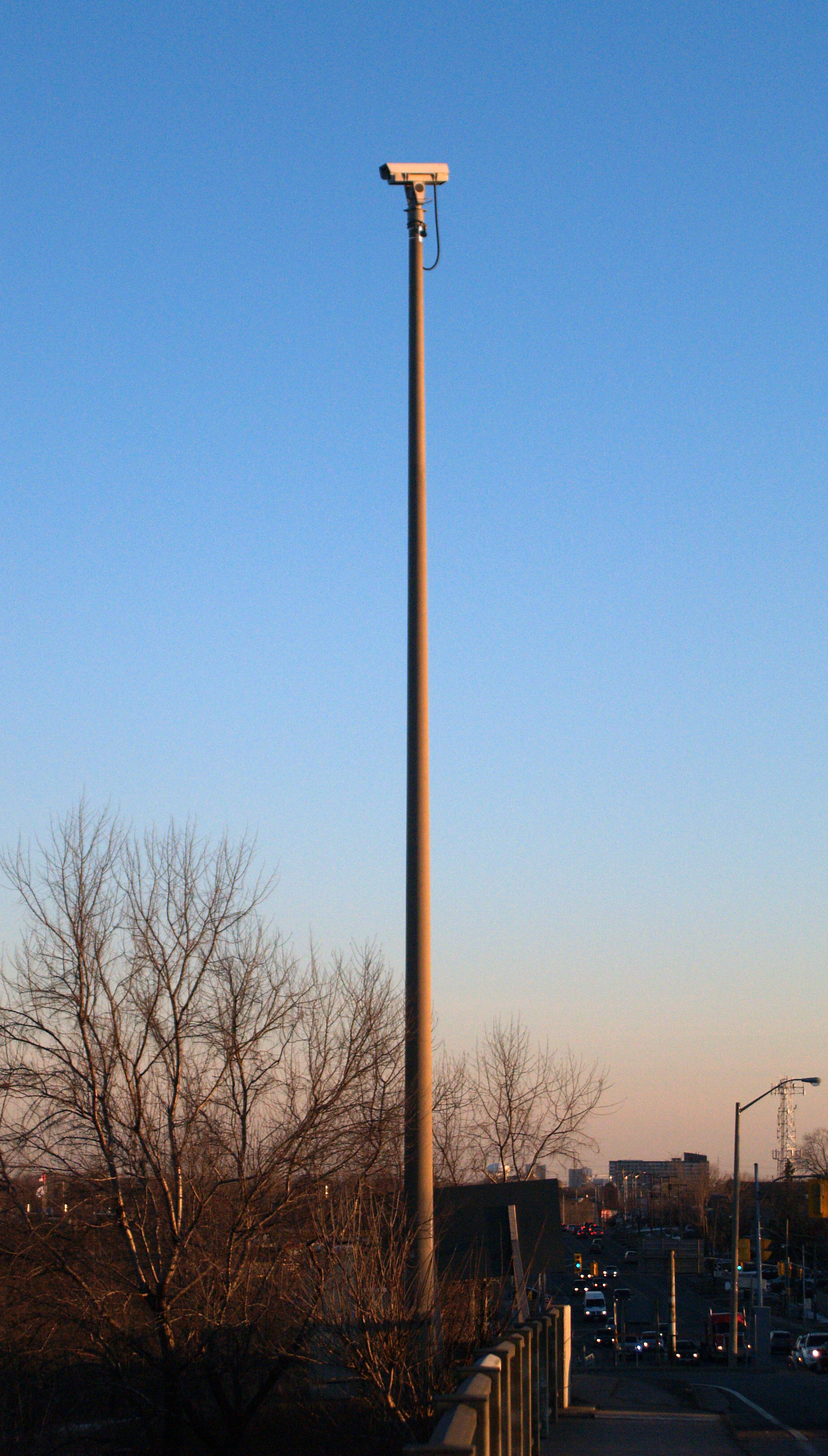
Відеокамера спостереження на HWY 401

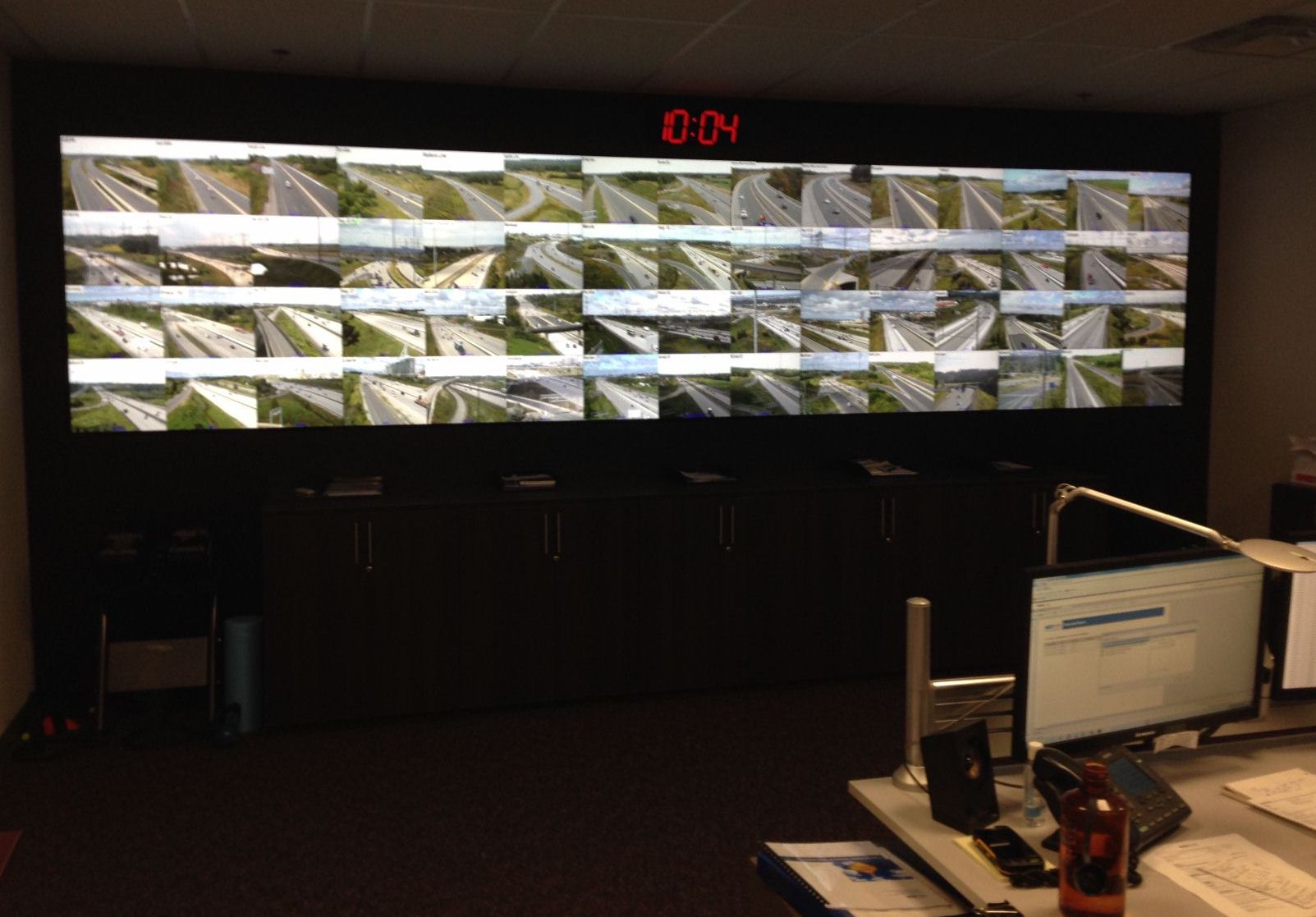
Зал спостереження за транспортними потоками на автомагістралі

Для спостереження за транспортним потоком на 400-х автомагістралях встановлено понад 200 відеокамер. Зображення з них у вигляді окремих кадрів, які оновлюються кожні кілька хвилин, доступні в інтернеті в режимі онлайн. Інформацію про стан транспортного потоку передають також до системи GPS, в результаті чого водії отримують підказки щодо місць заторів, ремонтних робіт і корекцію маршруту.
Одночасно відеокамери є складовою частиною ATMS, що дозволяє оперативно змінювати інформацію про умови руху на світлових панелях.
З деяких відеокамер зображення безперервно транслюється на телевізійних інформаційних каналах, наприклад CP24.

### Авіапатрулювання
З 1965 по 1981 поліція використовувала кілька легких літаків щоб спостерігати за ситуацією на 400-х автомагістралях, відслідковувати порушників та контролювати швидкість автомобілів. Всупереч поширеній думці, поліція не використовувала радарні пристрої для вимірювання швидкості автомобілів. Для цього було достатньо секундоміра. Знаючи віддалі між знаками дорожньої розмітки, оператор міг легко вирахувати швидкість машини. Це зазвичай практикувалося лише на автомагістралях, де дорожня розмітка строго фіксована. Потім у разі потреби опис автомобіля передавали по радіо найближчій патрульній машині, яка і переслідувала порушника. Якщо справа доходила до суду, то і пілот, і оператор мали бути свідками в суді. Через високу вартість такого моніторингу програма була закрита у 1981-му році, але у 2008-му знову відновлена. На оснащенні поліції — літак Cessna 206, який за 1000 годин нальоту в рік фіксує близько 5 тисяч порушень.

### Дорожні знаки
Відповідно до документа «Посібник зі стандартизації засобів контролю за транспортним рухом», в Онтаріо для інформаційно-вказівних знаків використовують зелений колір (включаючи відстані до найближчих розв'язок та пунктів призначень).
Загалом, синій колір використовується для знаків сервісу та туристичних атракцій.
Проте є кілька винятків, зокрема інформаційно-вказівні знаки є синіми на всіх платних дорогах та колекторах автомагістралей.

### Вібраційні смуги
МТО запровадило стандарт на вібраційні смуги на автомагістралях. Конструктивно вони мають вид канавок у асфальті, глибиною від 5 до 10 мм, довжиною 30 см, розміщені через кожні 30 см поперек руху, 10 см обабіч проїзної частини.
Якщо колесо машини з'їжджає зі смуги руху на узбіччя, канавки спричинять сильну вібрацію і шум, які здатні навіть розбудити водія, що задрімав за кермом. Перші ж впровадження таких смуг показали їх високу ефективність у запобіганні аварій.
Вібраційні смуги нарізаються фрезувальною машиною при неперервному русі по узбіччі. Вартість 1 км вібросмуги — близько 1 000 доларів

### Спрямовувальні пристрої

#### Бетонні бар'єри

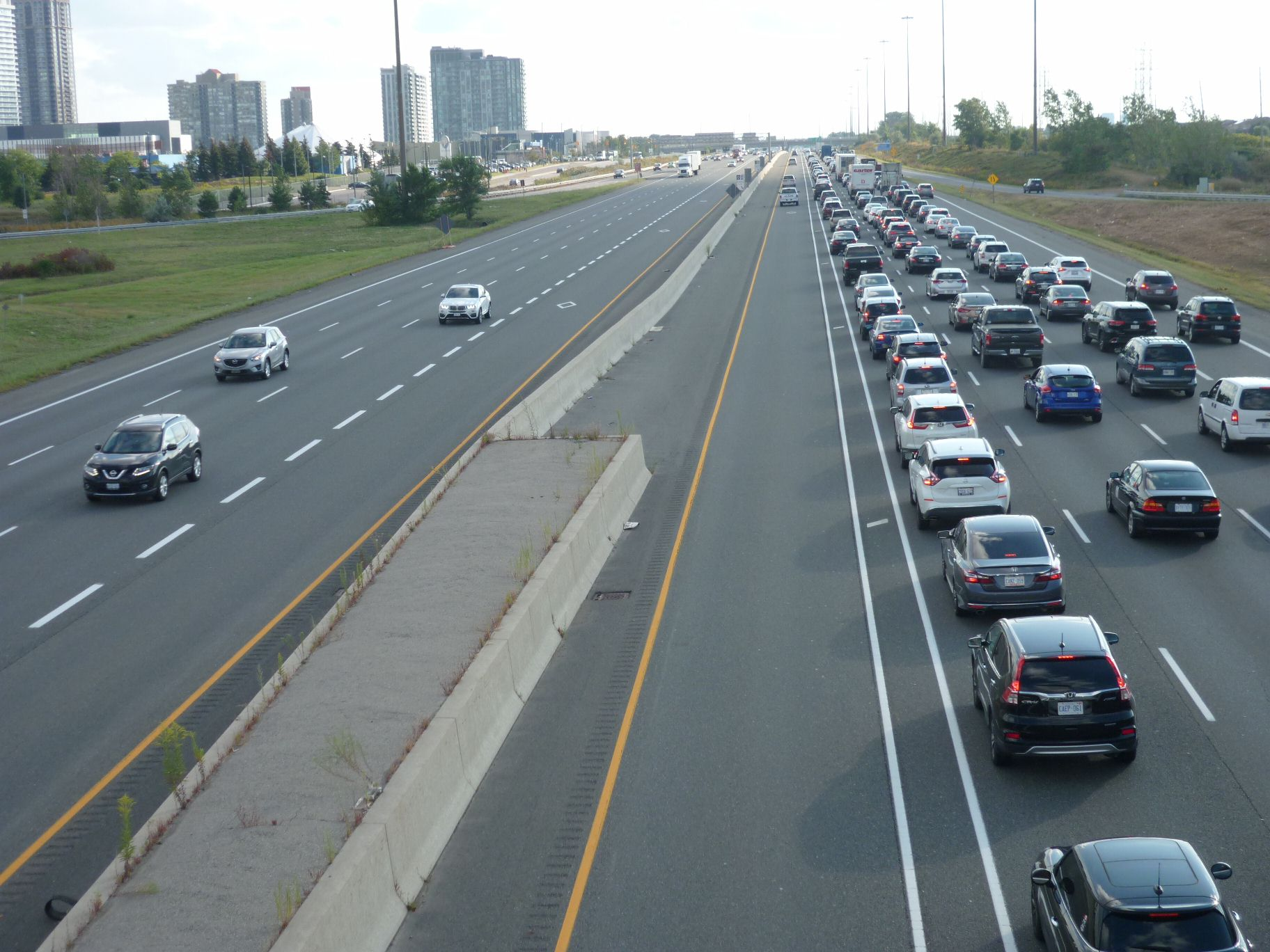
HWY 403: уступ у бар'єрі для машин поліції. Видно вібраційні смуги на асфальтовому узбіччі

На всіх нових 400-х автомагістралях, або після реконструкції існуючих встановлюють бетонні бар'єри «Jersey» (інша назва — «Ontario Tall Wall»). Для розділення зустрічних потоків транспорту висота бар'єра встановлена 1.05 м. Для розділення потоків в одному напрямку – 825 мм.
Натурні випробування бар'єра показали його надійність — він витримує удар найбільш важких вантажних автомобілів, запобігаючи їх вистрибуванню на зустрічну смугу руху.
Разом з тим на окремих ділянках магістралей ще існують старі бар'єри типу металевих профілів на дерев'яних або металевих стовпцях.
Якщо автомагістраль обладнана СБТ, то бетонні бар'єри мають «кишені» (англ. enforcement area або англ. police observation pocket)  — безпечні зони для паркування автомобілів поліції, яка контролює використання цієї смуги.
Така поліційна «кишеня» зазвичай 4–5 м завширшки, розміщена кожні 4–5 км і надійно захищає автомобілі від аварій .
На ділянках з широкою роздільною смугою і мілкими кюветами, де є небезпека, що автомобіль може виїхати на зустрічну смугу руху, встановлюють бар'єри полегшеного типу — кабельні.
Бетонні та металеві профільовані бар'єри використовують також для захисту автомобіля від прямого удару об бетонні фундаменти дорожніх знаків, освітлювальних щогл, опор мостів тощо.

#### Ремонтні роботи

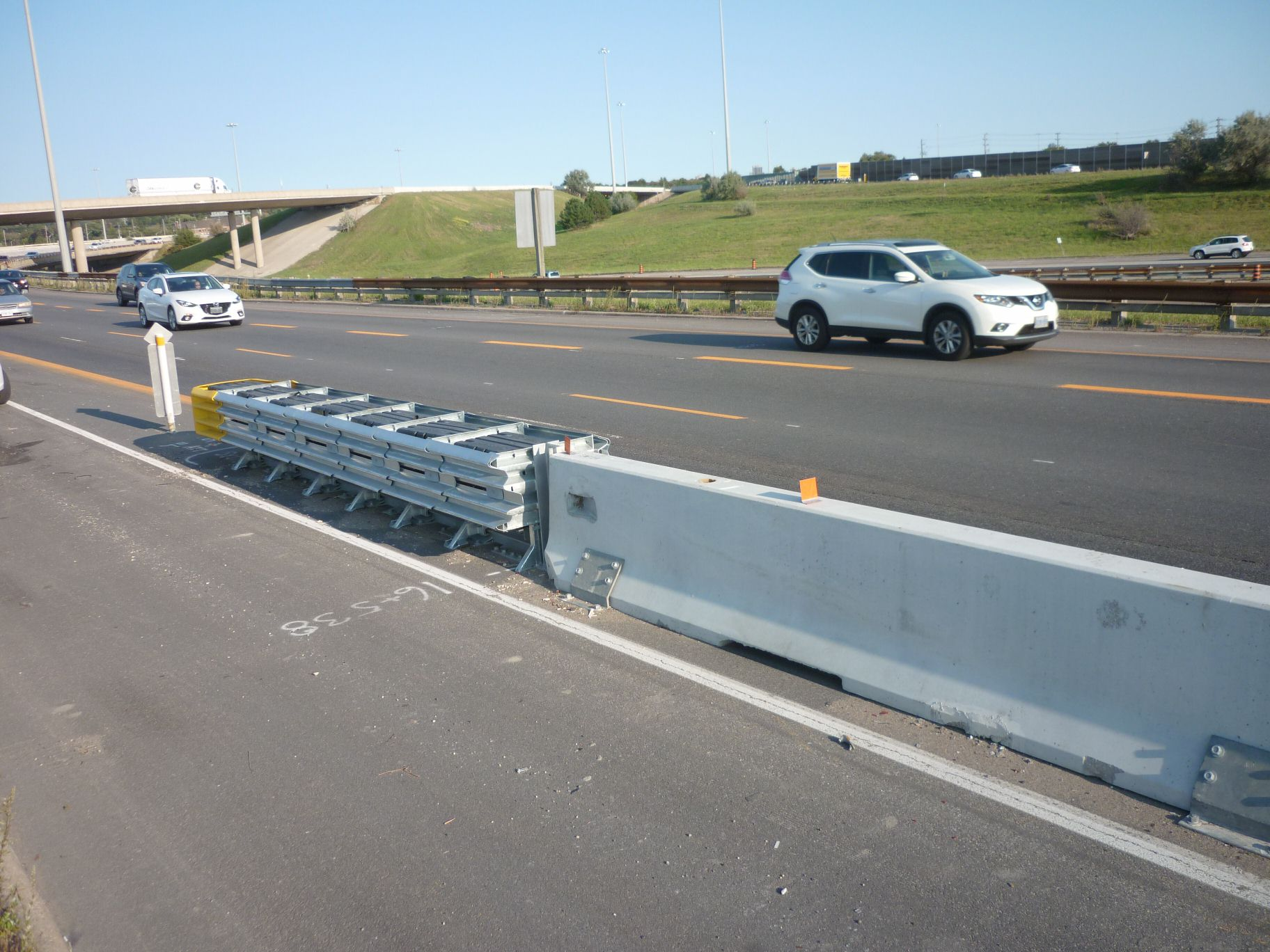
Тимчасовий бетонний бар'єр з буфером (HWY 427)

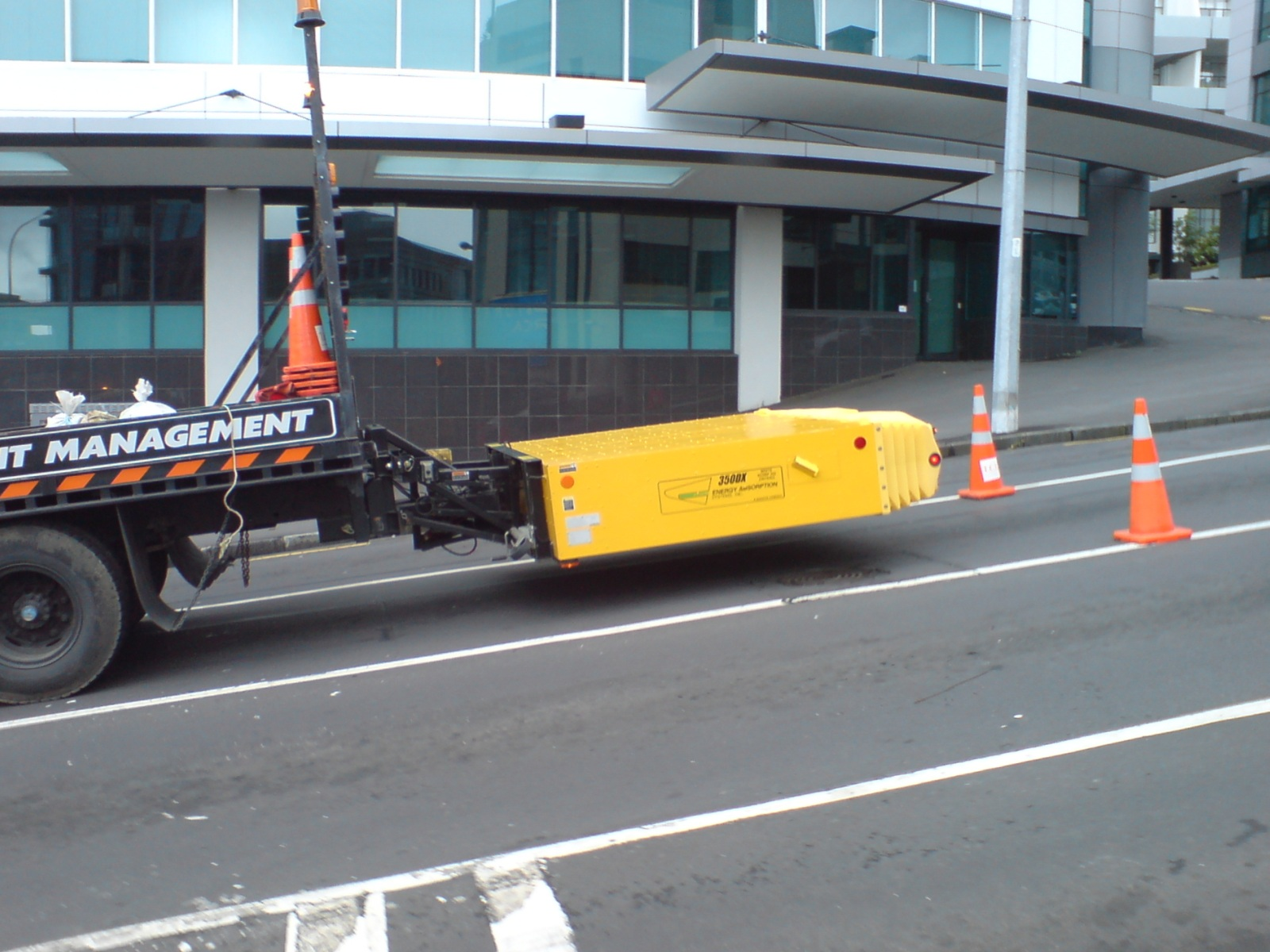
Мобільний буфер

Для огородження зони ремонтних робіт та огородження дороги у міжстадійний період використовують тимчасові бетонні бар'єри типу «Jersey» (англ. temporary concrete barrier – TCB). Перша секція бар'єра завжди має буфер (англ. energy attenuator), який повинен при аварії послабити фронтовий удар автомобіля об торець бетонного бар'єра. Зазвичай його встановлюють при тривалих роботах.
При дрібних ремонтах для захисту робочого місця використовують спеціальну машину — truck mounted attenuator або crash truck. Ця ж машина слідує за робітниками, що прибирають узбіччя, фарбують огорожу, чи коли встановлюють тимчасовий бетонний бар'єр. Виконання будь-яких робіт на проїзних частинах і узбіччях автомагістралей 400-ї серії без машини-буфера не допускається.

### Огородження
Усі автомагістралі огороджують металевою сіткою — щоб перешкодити людям чи тваринам вийти на дорогу. Ця конструкція досить дорога, наприклад 9,5 км огорожі вздовж Highway 400 обійшлися платникам податків у 3,2 млн канадських доларів.

### Освітлення

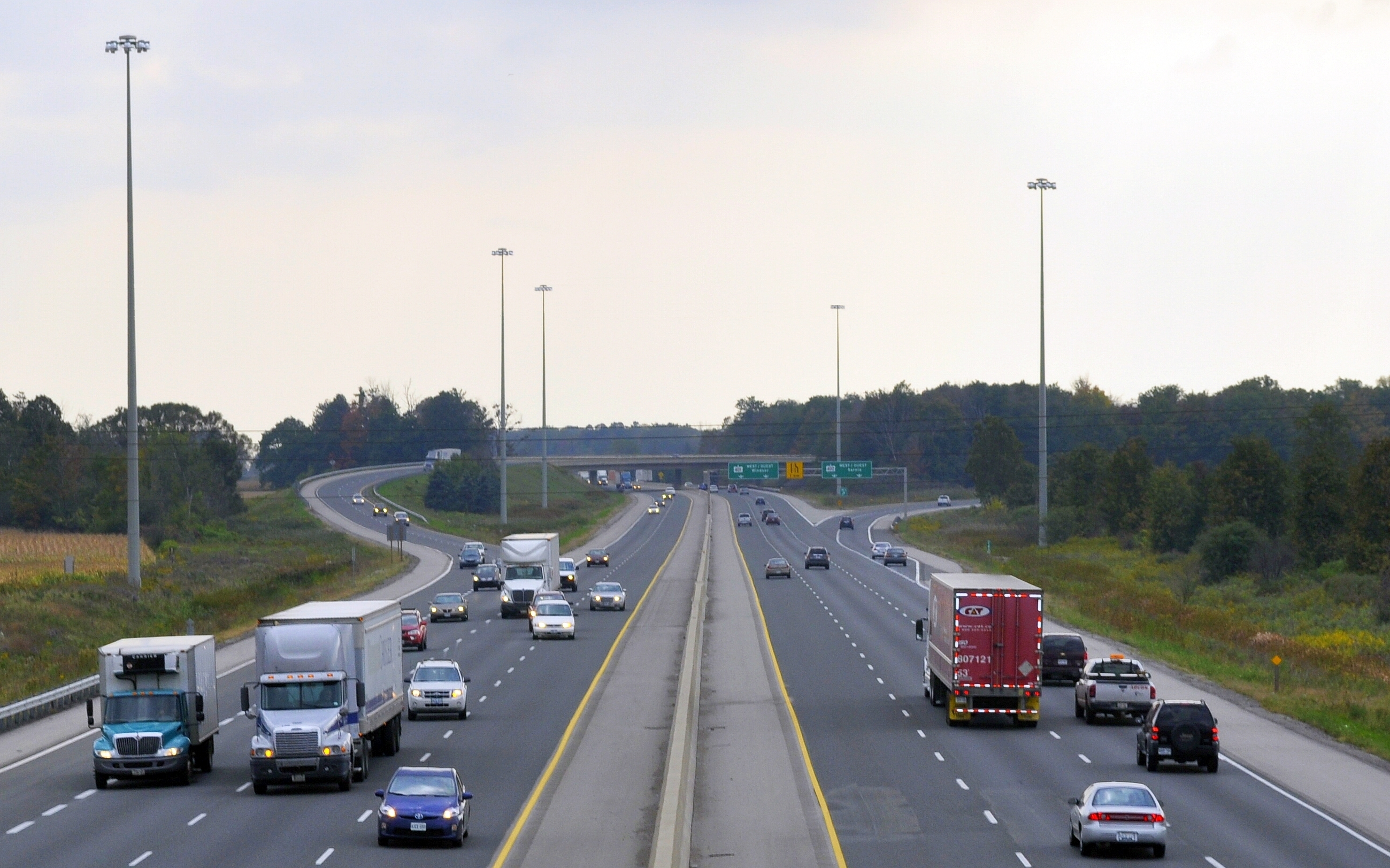
Щогли освітлення вздовж HWY 401

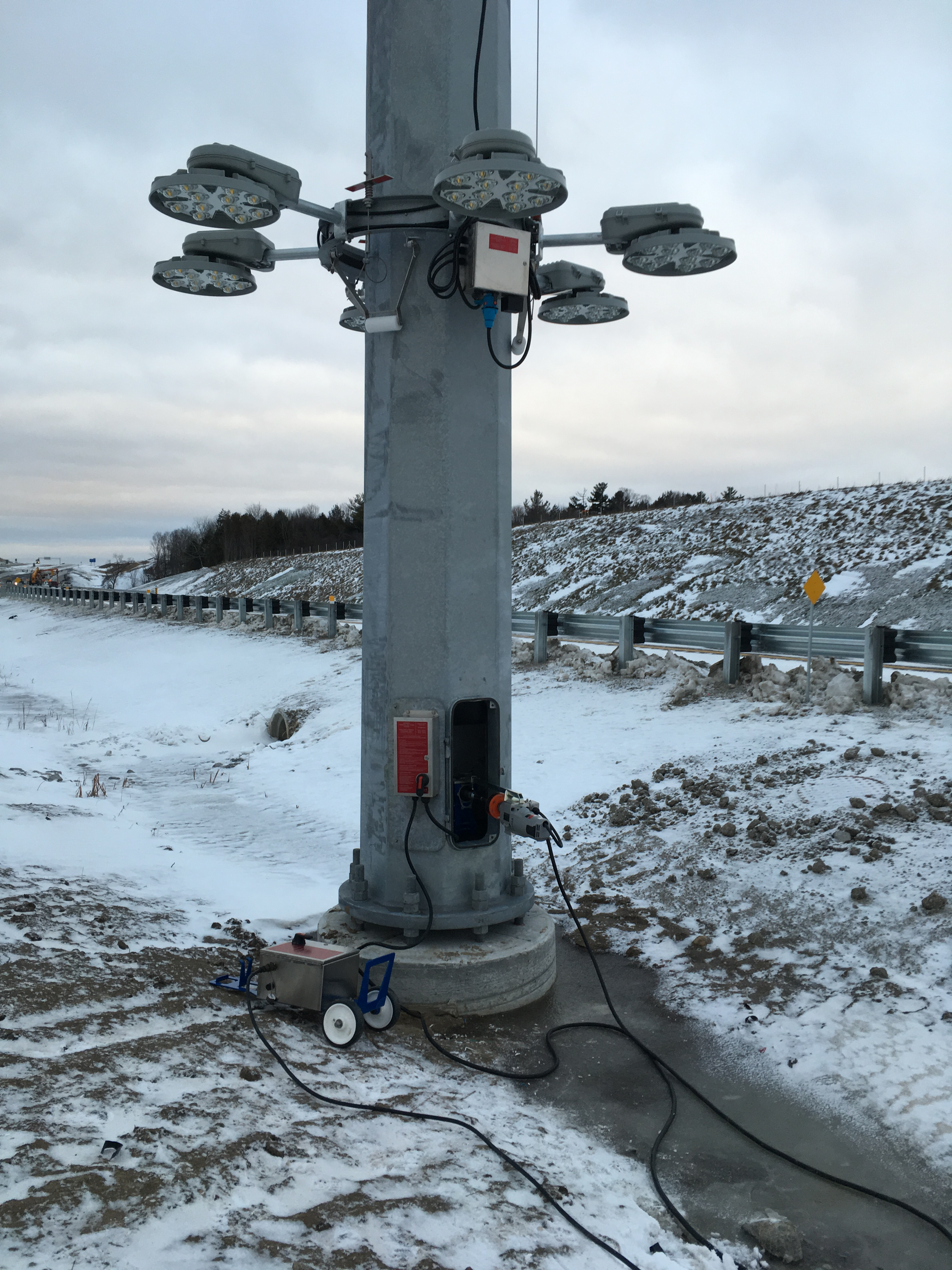
Рама зі світлодіодними лампами опущена донизу

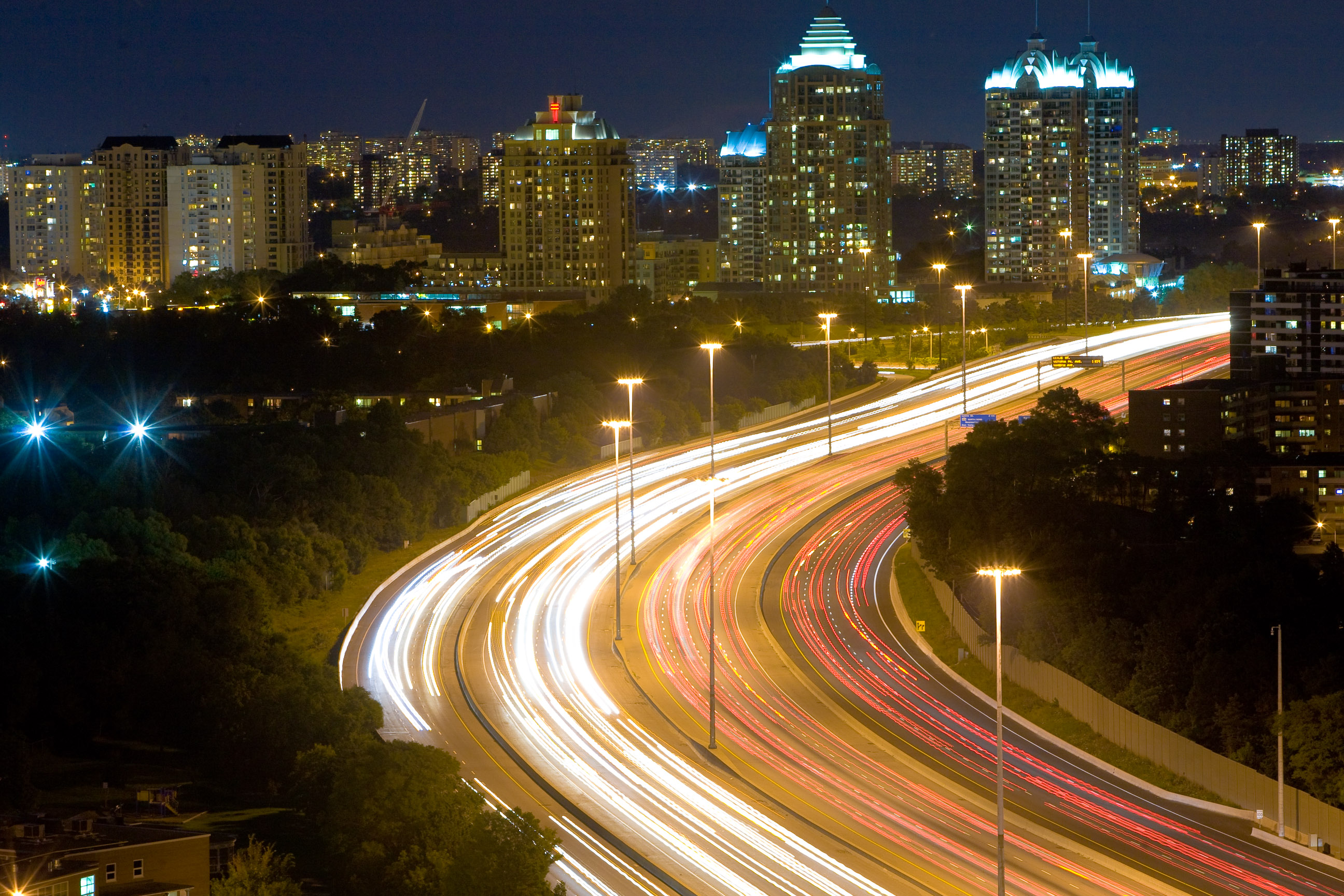
HWY 401 уночі

Для освітлення 400-х автомагістралей використовують світильники на щоглах висотою 25–45 м. Розміщені вони на віддалі 140—160 м одна від одної на серединному бетонному бар'єрі, або на роздільній смузі. Світильники зазвичай натрієві газорозрядні, але в перспективі будуть замінені світлодіодними.
Наразі освітлені автомагістралі навколо Торонто та у всіх містах, а також усі транспортні розв'язки у двох рівнях.
Для заміни ламп та ремонту світильника до нього не підіймають люльку з людьми, як це практикують на вуличних ліхтарях. Значна висота щогли робить це небезпечним і часто неможливим. Натомість у середині кожної щогли є редуктор з лебідкою. До лебідки під'єднують переносний електродвигун (схожий на електричну дрель), який опускає чи підіймає кругову рамку зі світильниками. У стовпах світильників не передбачено розетки для електродвигуна, тому електрики повинні приносити зі собою портативні електрогенератори. Процес опускання та підіймання досить повільний — потрібно майже 5 хв для опускання рами.

### Зимове утримання

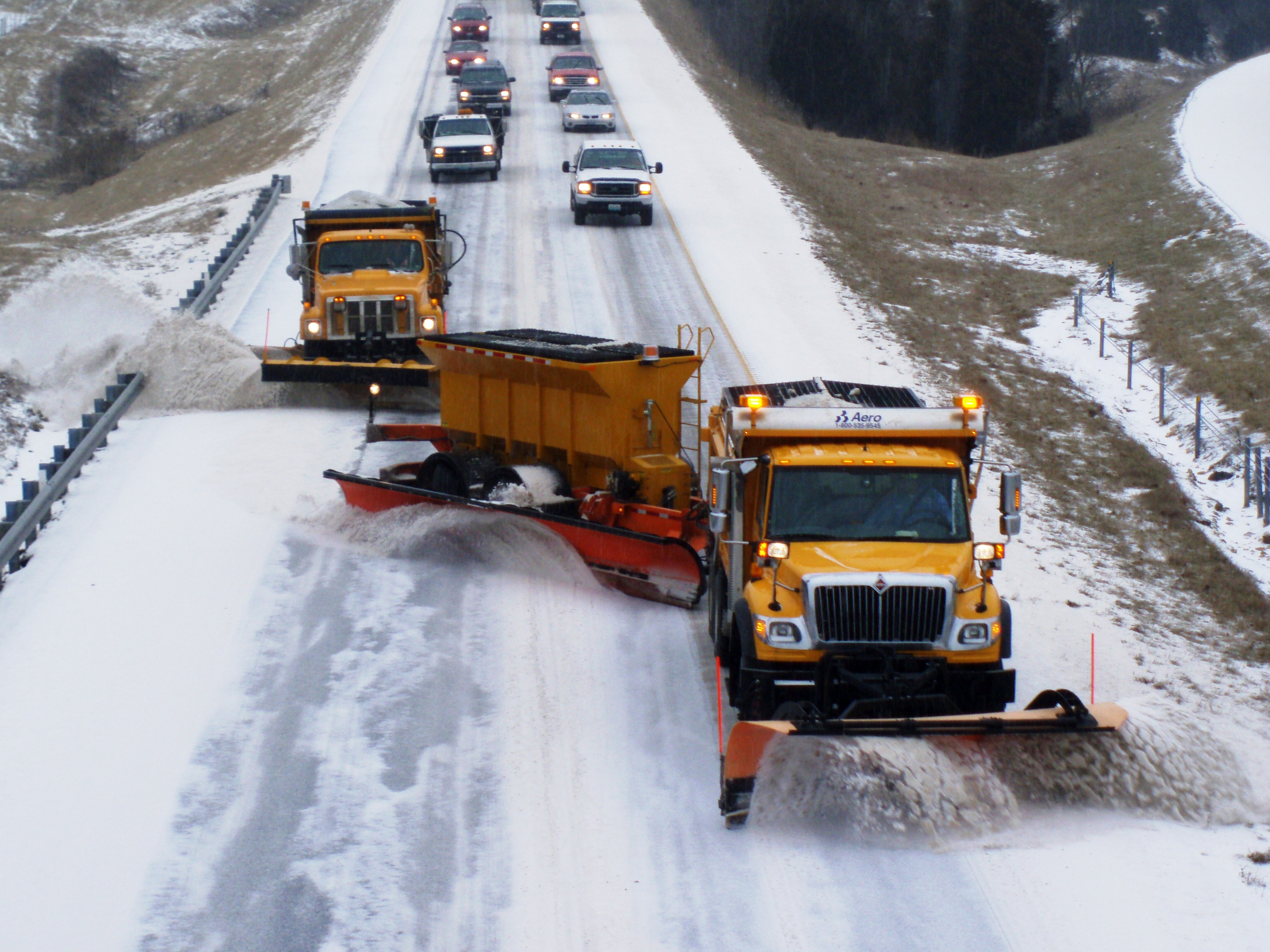
Згортання снігу тандемом снігових плугів

Автомагістралі віднесені до доріг першого класу в зимовому обслуговуванні (всього є 4 класи). Вони повинні бути очищені від снігу протягом восьми годин після закінчення снігопаду, що відповідає найкращим стандартам у Північній Америці.
Для підтримання проїзної спроможності та забезпечення безпеки руху виконуються такі заходи: патрулювання в період очікуваного снігопаду чи ожеледиці, поливання проїзної частини протиожеледними розчинами, розсипання солі або піску, згортання снігу з проїзної частини.
Поливання протиожеледними розчинами здійснюється перед очікуваними крижаними бурями. Розсипання солі і піску — через 30 хв після снігового шторму або крижаної бурі, причому сіль застосовується до -12 °C, при нижчих температурах розсипають пісок. Сніг починають згортати з дороги коли його більше ніж 2 см.
Зазвичай сніг згортаються відразу тандемом з кількох машин, що рухаються зі швидкістю 38 -40 км/год.
В одному тандемі (колоні) може бути до 7 -8 машин. (Див. Очищення автомагістралі від снігу на YouTube)

## Штрафні санкції
МТО впровадило систему штрафів за порушення правил дорожнього руху. Стосовно автомагістралей найбільш поширеними є штрафування за перевищення швидкості, за неправомірне використання смуг для багатомісного транспорту та за виїзд на автомагістраль в години обмеженого доступу до неї.
Штраф за перевищення швидкості (англ. speeding) прогресивний — чим більша швидкість, тим більший штраф за кожен кілометр перевищення швидкості. Штрафні бали впливають на величину страхових платежів за автомобіль. Наприклад, за один випадок порушення режиму швидкості річна виплата підвищується на $300 (ця сума варіюється в залежності від віку водія, виду транспортного засобу тощо). Зазвичай страхові компанії беруть до уваги порушення протягом останніх 2 –3 років, тому подорожчання страхування часто буває суттєвішим, ніж величина самого штрафу.
Найвища дозволена швидкість руху на автомагістралях Онтаріо не завжди була 100 км/год. Після відкриття першої магістралі QEW швидкість обмежувалася 50 миль/год (80 км/год). Під час другої світової війни було встановлено 40 миль/год (64 км/год). Відразу після війни швидкість було підвищена до 60 миль/год (97 км/год), а наприкінці 1960-х років для доріг 400-ї серії планку підняли до 70 миль/год (115 км/год). Під час енергетичної кризи 70-х років уряд повернув попередню планку 60 миль/год (97 км/год). Ця межа так і залишилася до сьогодні. 1977 року, після впровадження в Канаді метричної системи число округлили до 100 км/год.
За неправомірне використання HVO штраф становить $110 і 3 штрафні бали.

## Мережа автомагістралей 400-ї серії
| Номер автомагістралі | Довжина (км) | Найбільша інтенсивність руху (авт./добу) | Найбільша к-сть смуг руху1 | Рік впровадження | Платний | HOV    | HOV     | Паркувальні майданчики (carpool lot) |
| Номер автомагістралі | Довжина (км) | Найбільша інтенсивність руху (авт./добу) | Найбільша к-сть смуг руху1 | Рік впровадження | Платний | наявні | проєкти | Паркувальні майданчики (carpool lot) |
| --- | ------------ | ---------------------------------------- | -------------------------- | ---------------- | ------- | ------ | ------- | ------------------------------------ |
| Highway 400 | 226,0        | 235 000                                  | 12                         | 1952             |         |        |         | 9                                    |
| Highway 400A | 1,1          | 44 500                                   | 4                          | 1959             |         |        |         |                                      |
| Highway 401 | 828,0        | 416 500                                  | 182                        | 1952             |         | X      |         | 34                                   |
| Highway 402 | 226,0        | 28 500                                   | 4                          | 1953             |         |        |         | 1                                    |
| Highway 403 | 125,2        | 180 000                                  | 10                         | 1963             |         | X      | X       | 3                                    |
| Highway 404 | 50,1         | 393 900                                  | 6                          | 1977             |         | X      | X       | 5                                    |
| Highway 405 | 8,7          | 13 100                                   | 4                          | 1963             |         |        |         |                                      |
| Highway 406 | 26,0         | 65 000                                   | 4                          | 1965             |         |        |         |                                      |
| Highway 407 | 129,3        | 350 000                                  | 10                         | 1997             | X       |        |         | 4                                    |
| Highway 409 | 5,6          | 118 600                                  | 6                          | 1978             |         |        |         |                                      |
| Highway 410 | 20,3         | 214 800                                  | 6                          | 1978             |         | X      |         |                                      |
| Highway 412 | 10,0         |                                          | 4                          | 2016             | X       |        |         |                                      |
| Highway 413 | 53,0         |                                          | 6                          | проєкт           |         |        |         |                                      |
| Highway 416 | 76,4         | 51 400                                   | 4                          | 1999             |         |        |         | 3                                    |
| Highway 417 | 187,0        | 184 100                                  | 103                        | 1971             |         |        |         | 4                                    |
| Highway 418 | 23,0         |                                          | 4                          | 2020 (проєкт)    | X       |        |         |                                      |
| Highway 420 | 3,3          | 45 000                                   | 4                          | 1941             |         |        |         |                                      |
| Highway 427 | 19,9         | 400 700                                  | 102                        | 1941             |         |        | X       |                                      |
| Queen Elizabeth Way | 139,1        | 271 300                                  | 8                          | 1937             | *4      | X      | X       | 8                                    |
| 1 В обох напрямках, без урахування перехідно-швидкісних смуг 2 Разом з колекторами 3 Разом з HOV та смугами для громадського транспорту 4 До кінця 1973 року проїзд по обох віадуках QEW був платний |              |                                          |                            |                  |         |        |         |                                      |

## Галерея

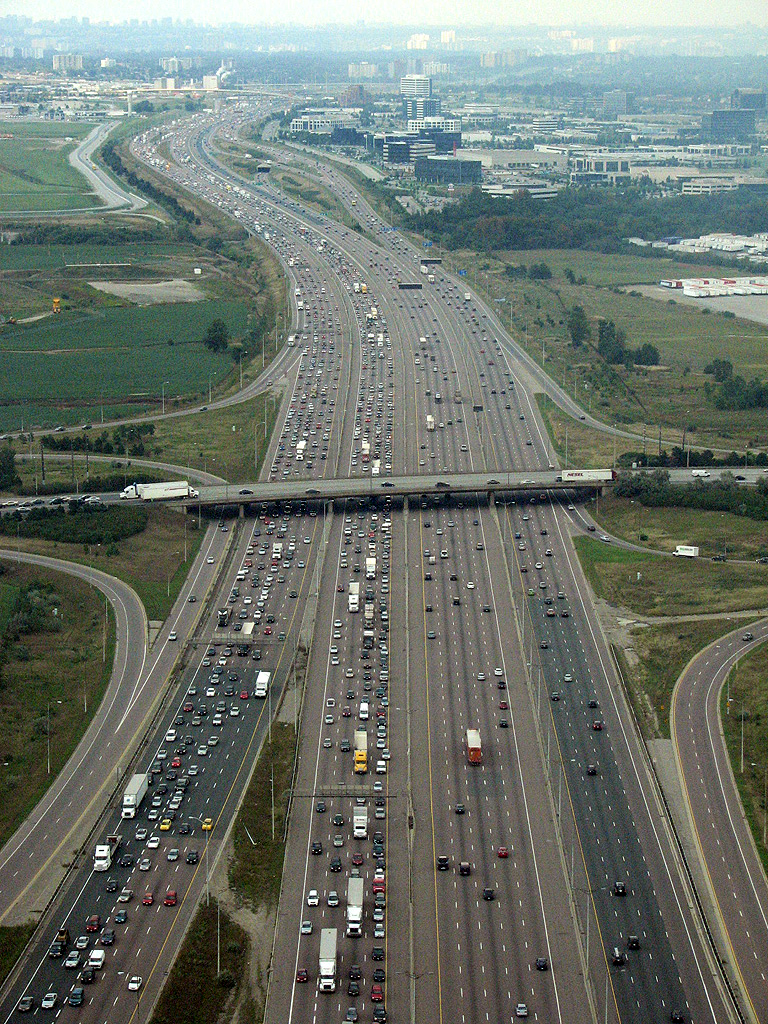
Highway 401 південніше від аеропорту «Торонто-Пірсон» у своєму найширшому місці (на перетині з Dixie Rd)
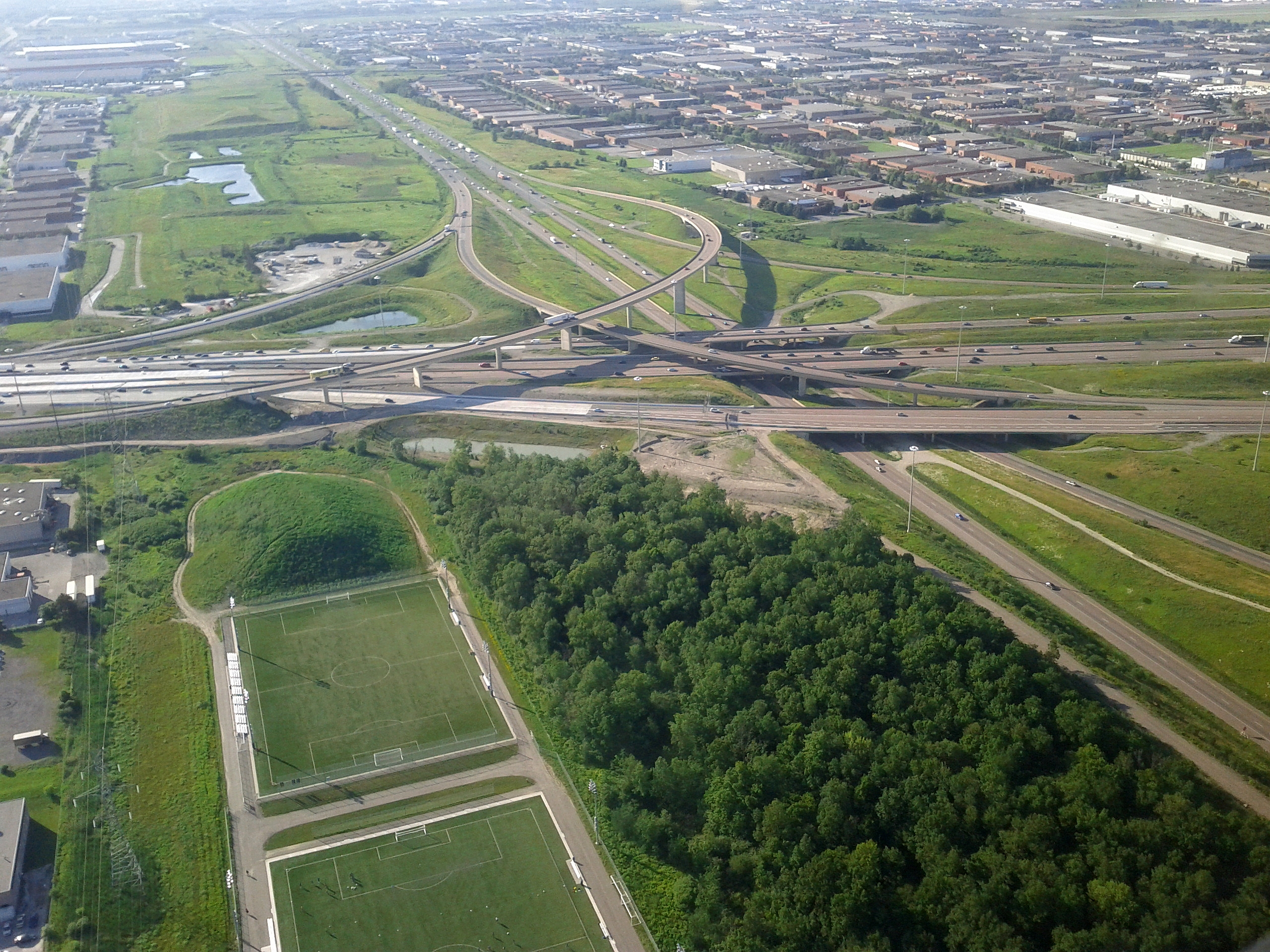
Зустріч трьох автомагістралей — 401, 403 і 410. Розв'язка у чотирьох рівнях. Міссісога, дивлячись на північ.
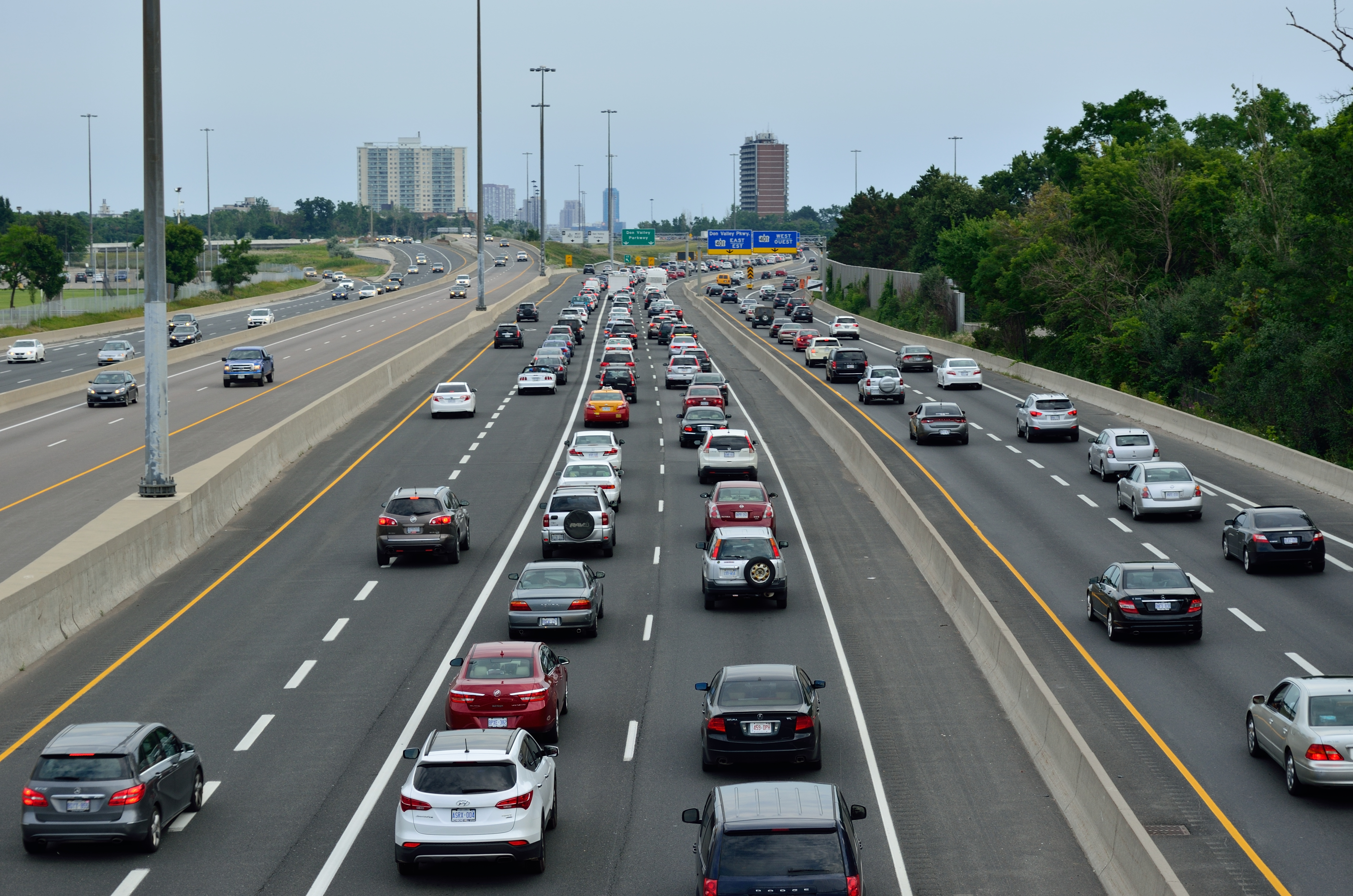
Highway 404 перед перетином із Highway 401: єдина ділянка (900 м), де присутні дві HOV (дивлячись на південь).
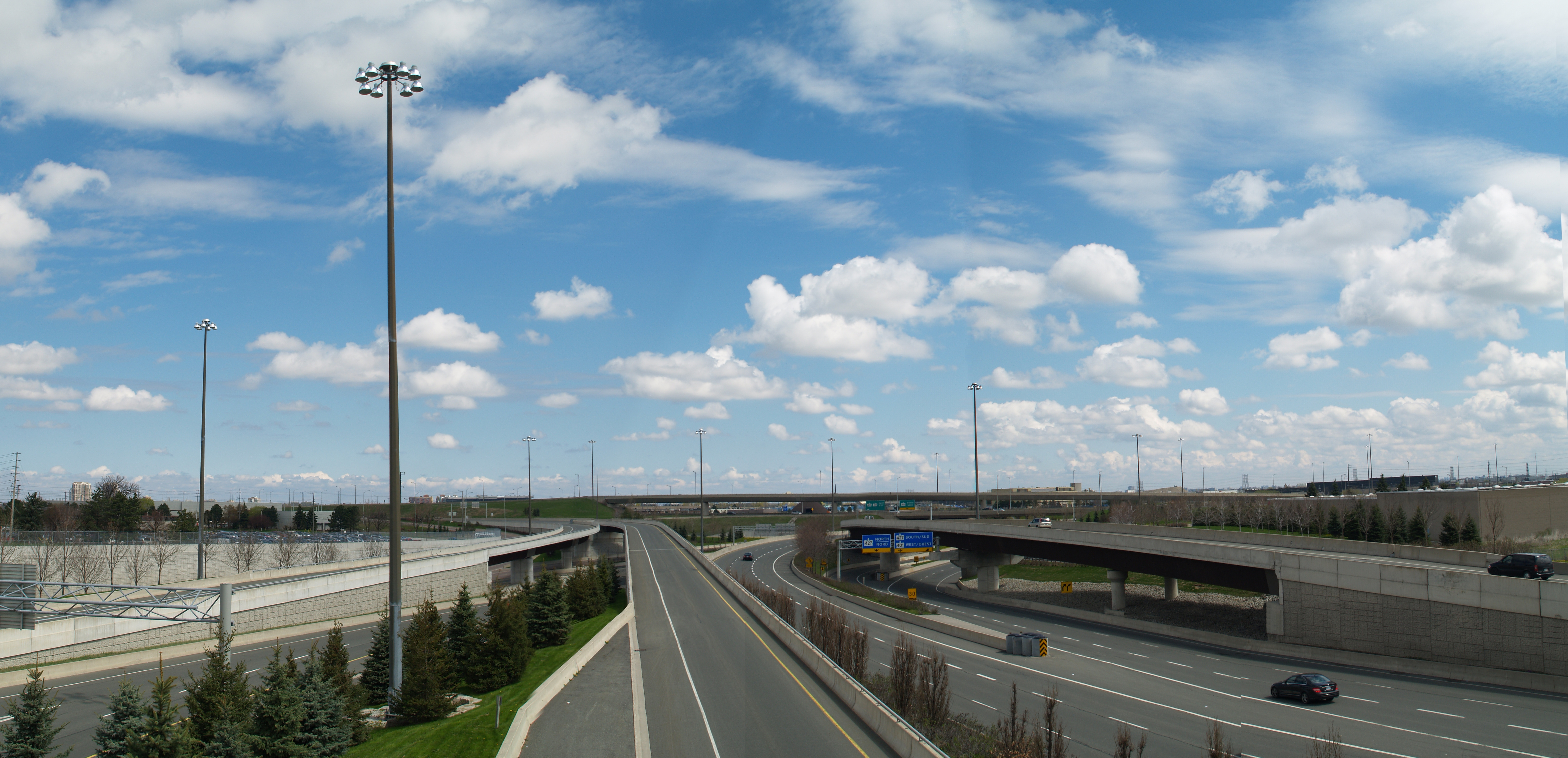
Транспортна розв'язка на перетині Highway 409 і Highway 427.
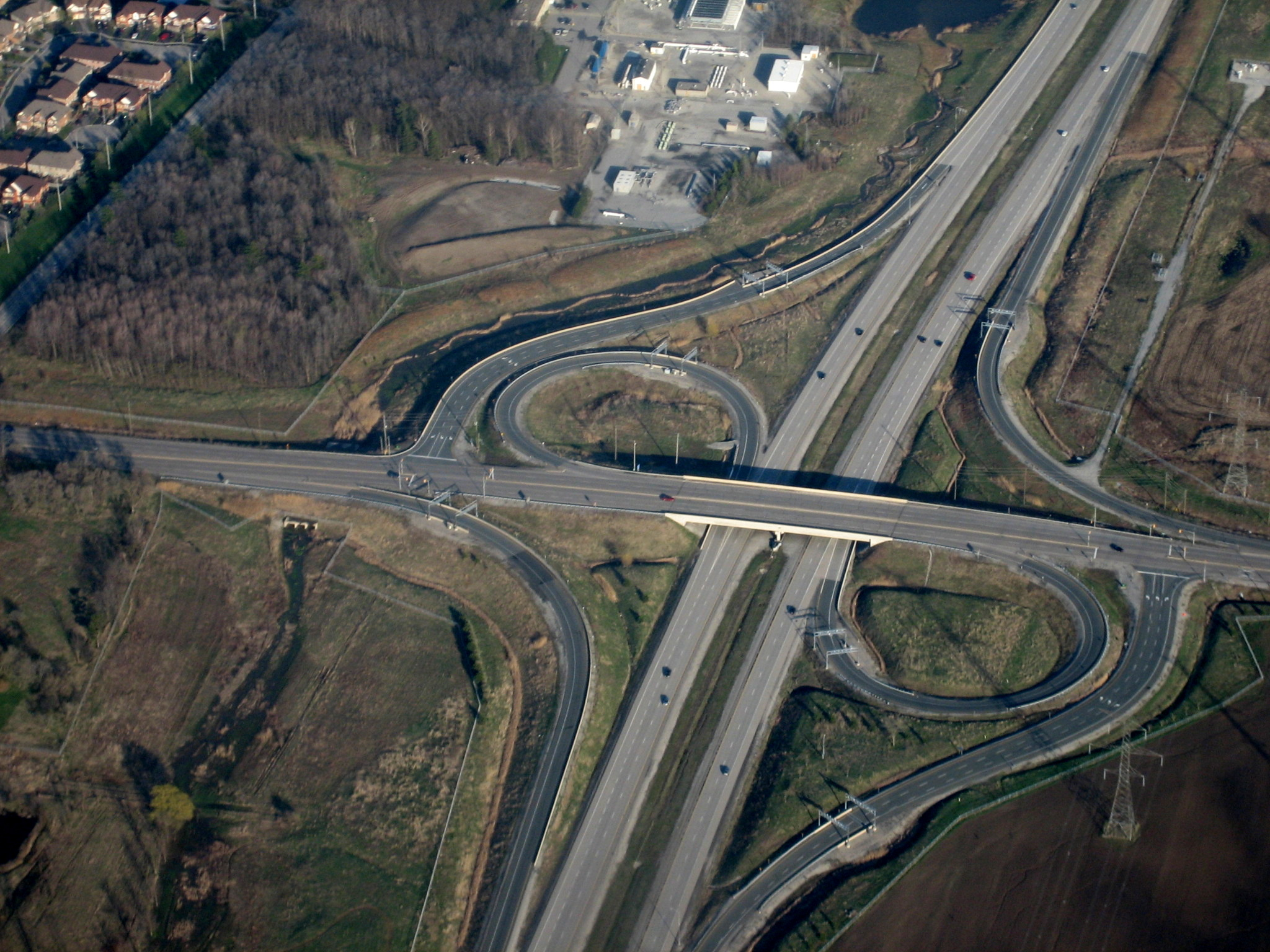
Типова транспортна розв'язка Parclo A-4 (Highway 407 і Derry Rd, Міссісога, Онтаріо)